# Dějiny Moravy

Znak Moravy

Dějiny Moravy popisují minulost středoevropské historické země Morava, která je spolu s Čechami a částí Slezska součástí dnešní České republiky a Evropské unie. Včetně svých enkláv ve Slezsku má rozlohu asi 22 713 km² a žije v ní přibližně 4,2 milionů obyvatel.
Dějiny území Moravy se počínají v pravěku, lidmi bylo osídleno od starších čtvrtohor. Z doby mladého paleolitu pochází světově unikátní moravské nálezy (kultura pavlovienu).
Snad nejslavnější období moravských dějin přišlo v 9. století, kdy území Moravy vstoupilo do světla historických pramenů jako politicky i kulturně významná oblast Evropy. V této době bylo na území Moravy a území dnešního západního Slovenska jádro státu západních Slovanů, tzv. Velké Moravy. Počátkem 9. století se objevila dvě knížectví, která spolu vedla politický boj – Moravské knížectví s centrem v jihomoravských Mikulčicích, sídle knížete Mojmíra, a Nitranské knížectví se střediskem v Nitře na jihozápadě dnešního Slovenska, kde sídlil kníže Pribina. Roku 833 se knížeti Mojmírovi podařilo Pribinu z Nitry vypudit, připojil jeho knížectví ke svému a tento krok je označován za vznik Velkomoravské říše. Mojmír se stal prvním velkomoravským panovníkem.
Po pádu Velké Moravy se základ budoucí státnosti přenesl do okolních center (polské Hnězdno, uherská Ostřihom, česká Praha), ale Morava zůstala politicky i kulturně významnou oblastí a její dějiny zůstaly specifickými i poté. Po téměř trvalém připojení ke středověkému státu Přemyslovců na počátku 11. století byla Morava spojena s osudy Čech a dalších českých zemí, spolu s nimiž byla až do jejího zániku v roce 1806 součástí Svaté říše římské. Na konci 12. století vzniklo Moravské markrabství, v němž postupně vládli především Přemyslovci, Lucemburkové a Habsburkové jako moravská markrabata.
Jako zcela suverénní feudální země vystupovala stavovská Morava v 16. a na začátku 17. století. Roku 1749 byl zrušením České dvorské kanceláře ve Vídni zrušen hlavní společný úřad zemí Koruny české, Morava byla jednou ze zemí habsburské monarchie (s výjimkou let 1782–1850, kdy byla Morava jako správní země zrušena a spojena se Slezskem do země Moravskoslezské) a následně jednou z korunních zemí předlitavské části Rakouska-Uherska.
Moravské markrabství existovalo až do roku 1918. Po vzniku Československa vystoupili němečtí Moravané s požadavkem Moravu rozdělit na německou (Sudetsko, Německá jižní Morava a exklávy Brno, Jihlava a Olomouc) a českou část. Československo těmto snahám zabránilo. V rámci Československa zůstala Morava do značné míry autonomní zemí (s vlastním zemským prezidentem). Území Moravy bylo rozšířeno o Valticko a Dyjský trojúhelník (bývalé části Dolních Rakous). V roce 1928 však byla Morava jako správní země zrušena a spojena se Slezskem do země Moravskoslezské.
V letech 1939–1945 Morava znovu existovala jako jedna ze dvou zemí Protektorátu. Tento územněsprávní celek však nebyl totožný s Moravou jako historickou zemí – na jednu stranu k němu byly připojeny části Čech (viz nařízení č. 388/1940 „O některých změnách obvodů zemských úřadů v Praze a v Brně“) a celý zbytek Slezska (v rozsahu, ve kterém zůstalo součástí Protektorátu), na druhou stranu k němu nepatřily ty části Moravy, které v roce 1938 na základě Mnichovské smlouvy anektovalo Německo.

## Pravěká Morava
- před 725 milióny let – nejstarší nalezené starohorní vulkanické horniny Moravy v Brně, země hluboko pod hladinou oceánu;
- před 360 milióny let – v prvohorách došlo ke spojení moravského a českého mikrokontinentu;
- před 10 milióny let – třetihorní moře začalo ustupovat;
- před 2,6 milióny let – začátek čtvrtohor, na sever Moravy zasahují ledovce;
- před 800 000–600 000 lety – na Moravě doložen člověk heidelberský (Homo heidelbergensis);
- před 250 000 lety – na Moravě doložen člověk neandertálský (Homo neanderthalensis);
- před 31 000–27 000 lety – kultura pavlovien (v rámci mladého paleolitu), na Moravě světové unikáty – nejstarší známá keramika na světě, nejstarší loutka na světě;
- před 4 700 lety – začátek působení lidu s moravskou malovanou keramikou (v rámci neolitu);
- 750 př. n. l. – začátek doby halštatské (v rámci doby železné), přes Moravu vede Jantarová stezka.[5]

## Raná doba dějinná (450 př. Kr. – 568 po Kr.)
Území Moravy zřejmě zmiňuje Herodotos ve svých Dějinách, tehdy na Moravě žili keltští Volkové-Tektoságové;
Na počátku 1. století po Kristu vystřídali Kelty na Moravě Germáni, kmenový svaz Svébů, na Moravě sídlil především kmen Kvádů. Morava byla v bezprostředním kontaktu s Římskou říší.
179 – římská vojska císaře Marca Aurelia zakládají tábory hluboko na Moravě (Hradisko u Mušova), Olomouc – Neředín a další. Vlivem vpádu Hunů kolem r. 400 Svébové Moravu opustili, po nich různě dlouhou dobu Moravu obývaly germánské kmeny Herulů, Gepidů, Rugiů a Langobardů. Langobardi jako poslední Germáni opustili střední Evropu a tím i Moravu roku 568.

## Počátek raného středověku na Moravě (568–822)
První Slované se na Moravu dostali v první polovině 6. století, jejich příliv však zesílil až po postupném odchodu Langobardů. V přibližně stejné době do panonské nížiny přišli ze střední Asie kočovní Avaři.
623 Franský kupec Sámo se ujal vedení slovanského odboje proti Avarům. Pod jeho velením dosáhli Slované úspěchu, proto si ho zvolili za svého vůdce. Sámovu svrchovanost uznávali Slované Čech či Rakouska, jeho moc však na Moravu zasahovat nemusela. Sámovo panství bylo volné kmenové seskupení, které se po jeho smrti (asi 658) rozpadlo. Samo o sobě se nestalo základem nějakého slovanského raně středověkého "státu", je však možné, že v jeho jádru, tedy na Moravě, přetrvaly politické tradice, které urychlily vývoj státu v následujících obdobích.

## Velkomoravská říše (822–906)

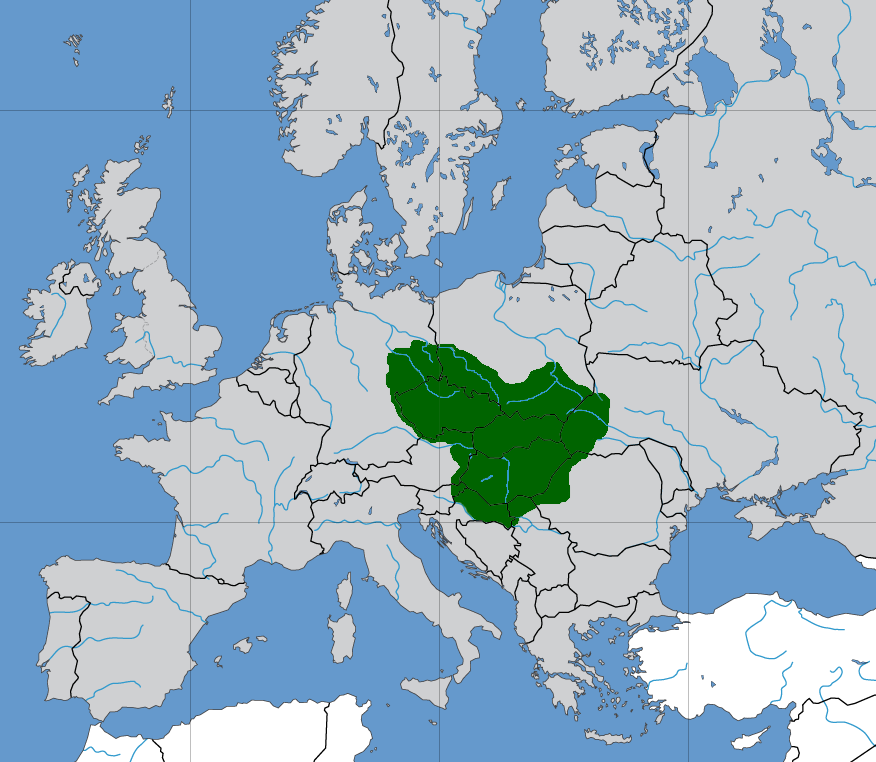
Největší územní rozsah Velké Moravy za Svatopluka I.

822 První zmínka o Moravanech. Moravské poselstvo se zúčastnilo franského sněmu ve Frankfurtu nad Mohanem. Kdo poselstvo vyslal, není známo, pravděpodobně již zastupovali stát známý z následujících desetiletí jako Velká Morava.
831 Část moravských elit pod vedením dynastie Mojmírovců, konkrétně prvního historicky známého vládce Moravy Mojmír I., byla pokřtěna pasovským biskupem Reginharem.
833 Moravský kníže Mojmír I. vyhnal z Nitry tamního vládce Pribinu a ovládl jeho území.
846 Na Moravu vtrhl východofranský král Ludvík Němec a jako moravského vládce dosadil Mojmírova synovce Rostislava. Ludvíkův zásah byl umožněn vnitřními zmatky po smrti Mojmíra. Od Rostislava se očekávalo, že bude povolný franský vazal, Rostislav však brzy začal provádět vlastní politiku.
862 Rostislav se snažil zabezpečit svou říši před vměšováním východofranské říše prostřednictvím církve vybudováním nezávislé moravské církevní provincie. Když byl odmítnut v Římě, obrátil se do Cařihradu. Tohoto roku k východořímskému císaři vyslal poselstvo asi s prosbou o vyslání biskupa. Patriarcha Fotios na Moravu poslal dva největší učence říše, Konstantina a Metoděje, aby zemi připravili na zřízení samostatné církevní provincie. Oba dorazili na Moravu na podzim roku 863 či na jaře roku 864. V následujících letech začali s překladem důležitých křesťanských textů do prvního spisovného slovanského jazyka staroslověnštiny, za jejíž základ vzali slovanské nářečí z okolí Soluně. Konstantin pro něj sestavil písmo – hlaholici. Podle východořímského vzoru byl také sestaven civilní zákoník.
864 Ludvík Němec opět napadl Moravu, nedosáhl však úspěchu, Rostislav pouze složil formální přísahu věrnosti, která nikterak nenarušovala moravskou nezávislost.

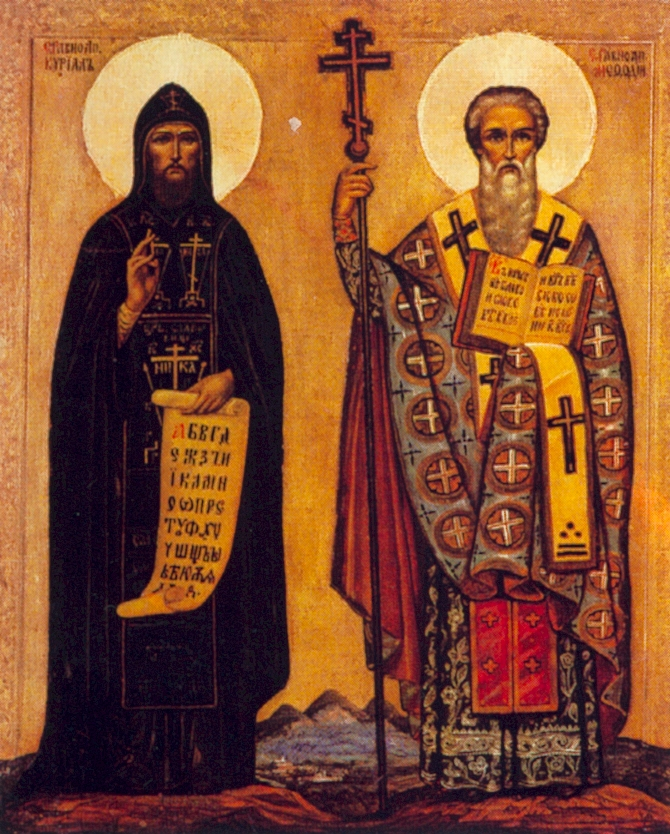
Konstantin a Metoděj

867 Konstantin s Metodějem se vydali na cestu do Říma, kde papež Hadrián II. povolil slovanštinu jako bohoslužebný jazyk. Konstantin v Římě zůstal, vstoupil pod jménem Cyril do kláštera a brzy umřel.
869 Metoděj se podruhé vydal do Říma a Hadriánem II. byl jmenován arcibiskupem Moravy (jako arcibiskup panonský).
870 Spory mezi Rostislavem a jeho synovcem Svatoplukem vyvrcholily tím, že Svatopluk Rostislava zajal a vydal Frankům, markrabímu Východní marky (dnešního Rakouska), Karlomanovi. Karloman následně vtrhl na Moravu, obsadil ji a správu země svěřil svým nástupcům. Rostislav byl oslepen a poslán do některého bavorského kláštera, kde zemřel. Zajat byl i Metoděj.
871 Svatopluk byl nejprve obviněn ze zrady Franků a uvězněn, Moravané si však mezitím zvolili nového vládce (kněze Slavomíra, Svatoplukova příbuzného), Svatopluk byl proto opět propuštěn a vyslán potlačit moravský odboj. Na moravské půdě však přešel na stranu Moravanů, porazil franské posádky a obnovil moravskou nezávislost. Porazil rovněž trestné franské výpravy následujícího roku. Metoděj byl také propuštěn.
Svatopluk během své vlády započal s rozšiřováním moravské říše – na severu připojil Holasicko (pozdější Opavsko), Slezsko, Povislí, Čechy (kam dosadil jako místodržícího Bořivoje z místního rodu), Lužici a část Panonie (dnešní Maďarsko). Moravský raně středověký stát byl v polovině 10. století východořímským císařem Konstantinem VII. nazván „Velká Morava“ – význam tohoto názvu není jasný, sami Moravané tak svůj stát nenazývali (ani Konstantin jej však neužíval běžně).
885 Zemřel arcibiskup Metoděj. Došlo ke sporům o jeho nástupnictví, nakonec dosáhl nitranský biskup Wiching od papeže Štěpána VI. jmenování správcem moravské církve. Během Svatoplukovy (jenž stejně dával přednost latinským kněžím) nepřítomnosti vyhnal kněze používající slovanštinu při bohoslužbách (ti odešli do okolních zemí a na Balkán).
889 Ve střední Evropě se objevili kočovní Maďaři pocházející ze severního Černomoří. V následujících letech vystupovali zprvu jako spojenci Moravanů.
894 Zemřel Svatopluk, jeho nástupcem se stal jeho syn Mojmír. Od moravské říše se okamžitě odtrhli Češi a poddali se Arnulfovi (králi východofranské říše). Za tři roky se od říše odtrhli i Srbové (lužičtí). Mojmír se během své vlády snažil obnovit církevní správu a dosáhl od papeže Jana IX. vyslání arcibiskupa Jana.
901 Morava a východofranská říše uzavřely mír, Maďaři se tím stali nepřáteli Moravy.
906 Moravané porazili Maďary, nezabránili jim však dvakrát protáhnout zemí. Maďaři také obsadili část moravského území (jižní Slovensko). To je na dlouhou dobu poslední zpráva o Moravanech.

## 906–1029 tzv.temné století

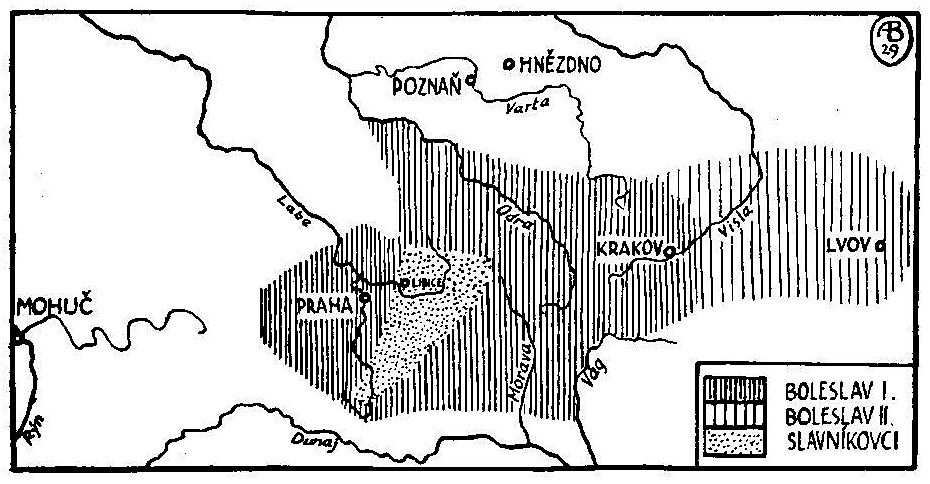
Morava jako součást českého knížectví za Boleslava I. a Boleslava II.

V tomto období mizí o Moravě téměř veškeré písemné zprávy. Žádný domácí pramen není znám a cizí historici si v bouřlivých zvratech doby Moravy – mocensky bezvýznamné – nevšímali. Některé zmínky se však uchovaly a církevní i státní organizace však pravděpodobně existovala nadále.
907	U Brezalauspurku (asi Bratislavy) porazili Maďaři bavorské vojsko. Moravané jako účastníci této bitvy nejsou zmíněni, což s největší pravděpodobností znamená, že se bitvy nebyli schopni zúčastnit. Není vyloučeno, že panovník a elitní bojovníci padli v nějakých nedávných bojích. Naposledy jsou Moravané zmíněni k předchozímu roku (jejich porážka Maďarů, táhnoucích do Saska).
V období následujících několika desetiletí Morava zřejmě tvořila nárazníkové území mezi Čechy a Maďary, ovládaná patrně několika místními vládci, o nichž však nic nevíme. Po polovině 10. století došlo k vzestupu přemyslovských Čech a jejich expanzi na východ. Do okruhu české říše se dostala nejasná část moravského území, téměř jistě severní Morava včetně Olomoucka.

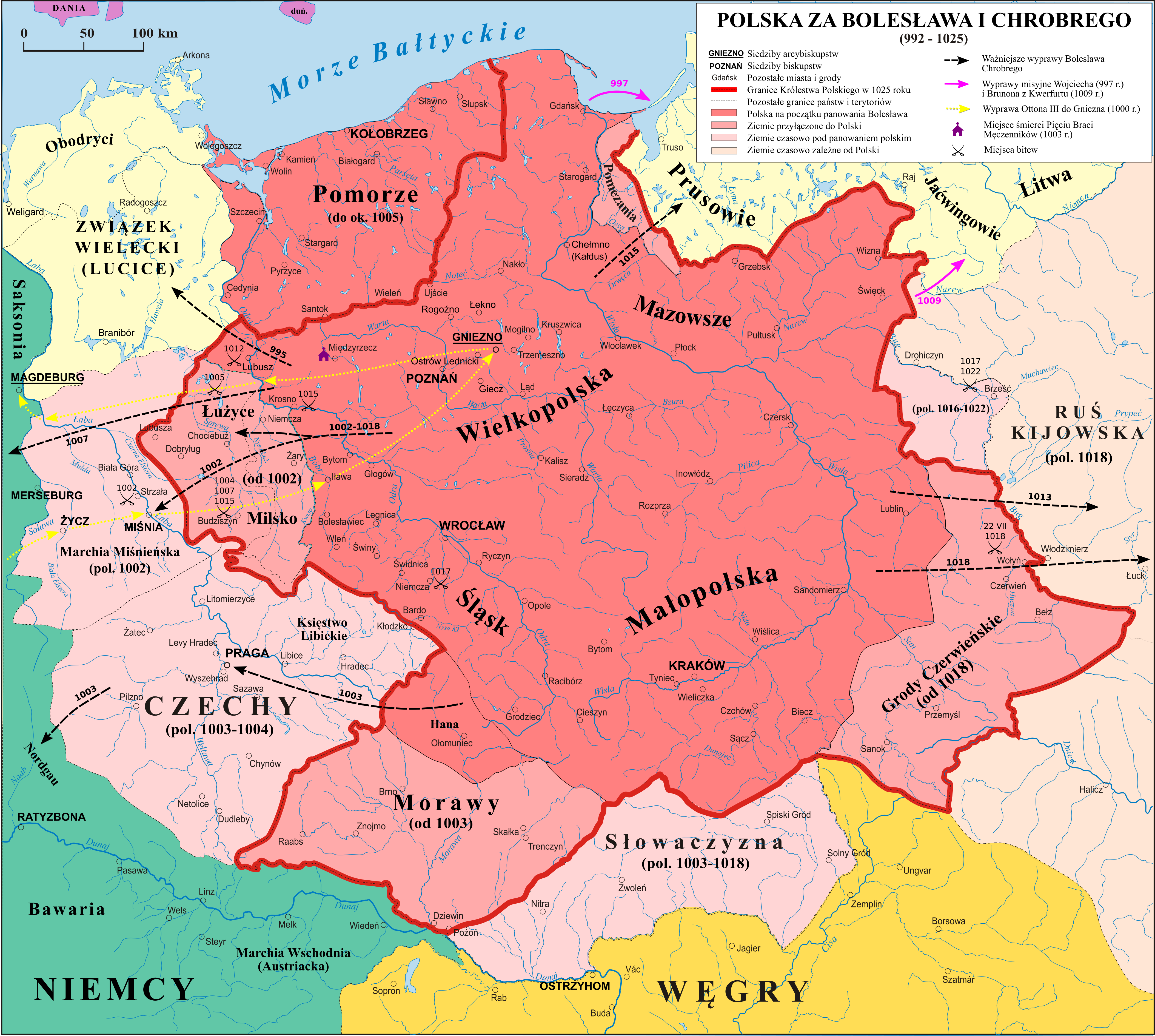
Morava jako součást piastovského Polska

976	Byl zmíněn Moravský biskup na sněmu v Mohuči.
1003	Tohoto roku, spíš však mírně dříve, obsadily Moravu polské vojenské posádky Boleslava Chrabrého. Nešlo však zcela o okupaci, Poláci se na Moravě rozmístili jako moravští spojenci, jak ukazuje další vývoj. Z Čech byli totiž Poláci s českou pomocí vypuzeni římským (německým) králem Jindřichem II., Moravané však Polákům věrnost zachovali následující tři desetiletí a bojovali s nimi proti Svaté říši římské.
1017	Moravané za podpory Poláků pobili Bavory.
1029	Počátkem roku 1018 uzavřeli Jindřich II. s Boleslavem Chrabrým mír a Boleslavova pozornost se přesunula na východ. Tím ztratila Morava pro Poláky význam a jejich posádky se v převážné míře stáhly. Tohoto využil český kníže Oldřich, jehož jediný (nemanželský) syn Břetislav I. zřejmě roku 1029 Moravu dobyl a polsko-moravské posádky zčásti prodal do otroctví. Morava se tak na tři staletí dostává pod vládu Přemyslovců, zůstala však autonomním celkem pod vládou knížat většinou z moravské přemyslovské větve.

## 1029–1179 Knížecí Morava
První období příslušnosti Moravy k raně středověkému českému státu. Morava sloužila jako jakési vojenské a obranné předpolí vůči Polsku a Uhrám a zároveň jako čekatelství pro členy přemyslovské dynastie, kteří právě neměli vrchní vládu. Povědomí o jednotné moravské zemi bylo slabé a příliš se neprojevovalo, vlastní moravská politika se víceméně omezovala na snahy údělných knížat získat pražský trůn.
1029 Břetislav, syn panujícího českého knížete Oldřicha, pravděpodobně tohoto roku dobyl Moravu na polsko-moravských spojencích; Morava se tak na tři staletí dostává pod vládu Přemyslovců. Poté nemanželský moravský kníže Břetislav na Moravu unesl kněžnu Jitku ze Schweinfurtu a oženil se s ní. Centrem moravského přemyslovského knížectví byla Olomouc. Břetislav se pak zaměřil na vojenské vpády na Slovensko/do Uher (Nitransko, Ostřihom).
1031	Moravskému knížeti Břetislavovi a Jitce ze Schweinfurtu se na Moravě narodil prvorozený syn Spytihněv. Neobsazené moravské biskupství se dostává pod správu pražského biskupa (Šebíře).
1034	Břetislav se stal i českým knížetem, Moravu si ponechal ve své moci.
1041	V důsledku své porážky předchozího roku u Prahy slíbil na říšském sněmu v Mohuči Břetislav poslušnost římskému králi Jindřichovi III. a byla mu potvrzena vláda nad dvěma zeměmi – Čechami a Moravou. Zároveň byla stanovena nově jižní hranice Moravy – doposud sahala téměř k Dunaji, nyní byla posunuta na řeku Dyji (dnešní stav). Morava se spolu s Čechami stává pevnou součástí středověké Římské říše, v jejímž rámci setrvala až do jejího zániku na počátku 19. století (od třicetileté války v 17. století však již šlo o formální záležitost).
1054	Před svou smrtí stanovil Břetislav nástupnický zákon, podle něhož na pražský trůn nastupoval nejstarší z rodu Přemyslovců (tehdy syn Spytihněv). Mladší synové dostali podíly na Moravě – Vratislav severní polovinu, Konrád s Otou jižní; tím nicméně nebyli vyřazeni z možnosti nastoupit na pražský trůn. Je to počátek dělení Moravy na severní (Olomoucko) a jižní (Brněnsko) část a prapočátek existence dvou hlavních měst Moravy, ukončené až v druhé polovině 18. století. I přes rozdělení Moravy se uchovávalo jisté povědomí o ní jako celku, údělná knížata se také téměř vždy titulovala jako „kníže moravský“, nikoli podle svého údělu.
1055	Spytihněv hned na počátku vlády z nedůvěry k bratrům jim odebral jejich moravské úděly a uvěznil je v Praze. Odstranil také z provinční správy jejich družiníky (či pozůstalé po Břetislavovi) a nahradil je vlastními lidmi. Moravu tak podřídil vlastní přímé správě. Vratislav uprchl do Uher, později mu však bylo dovoleno se do Olomoucka vrátit.
1061 Vratislav jako český vévoda obnovil moravské úděly: Olomoucko dostal Ota, Brněnsko Konrád. Úděly se staly napříště dědičné, s čímž Břetislavův zákon patrně nepočítal. Na Olomoucku vládli postupně Ota I., Svatopluk a Ota II., Ota III. a Vladimír s Břetislavem, Brněnsko se po Konrádově smrti rozdělilo oddělením Znojemska, kde postupně vládli Litold, Konrád II. a Konrád III., na Brněnsku vládli po Konrádovi Oldřich, Vratislav a Spytihněv se Svatoplukem. Brněnská a znojemská větev si však uchovaly povědomí o společném původu, což se odrazilo ve vybudování společné hrobky v Třebíči. Na údělná knížata se i přes prosazení dědičnosti údělů nadále vztahovalo Břetislavovo ustanovení o nástupnictví. Dědičnost údělů však také znamenala, že se údělníci s Moravou začali sžívat a považovat ji do jisté míry za svou vlast.
1063 Asi tohoto roku obnovil Vratislav moravské biskupství (se sídlem v Olomouci). Částečně pro odlehlost Moravy od pražského biskupského sídla, hlavně však za účelem vytvoření instituce, která by na Moravě zajišťovala přímý vliv pražského vévody na údělníky. Vedlejším cílem také bylo oslabení moci bratra Jaromíra, který se zanedlouho stal biskupem v Praze. Olomoučtí biskupové se skutečně stali oporou pražské vlády v moravských poměrech a jejich oporou proti údělníkům, na druhé straně se jednalo o vlastně jedinou instituci, která měla celomoravský dosah, čímž pomáhala udržovat povědomí o existenci moravské země. Prvním biskupem se stal mnich Jan z Břevnova u Prahy. Proti samostatnému biskupství a za jeho opětovné připojení k pražskému bojoval Jaromír, dokonce se vydal na Moravu a biskupa Jana přepadl a chtěl donutit k rezignaci. Jaromírovou smrtí pak pokusy biskupství zrušit definitivně ustaly.
1087	Po smrti Oty I. odebral jeho nezletilým synům Vratislav II. Olomoucko a dal je svému synovi Boleslavovi. Důvodem asi byla obava z (dočasného) sjednocení údělů v rukou Konráda Brněnského. Proto také o čtyři roky později oblehl Brno. Nakonec však došlo ke smíru a potvrzení Konrádova nástupnictví (jako nejstaršího) po Vratislavovi.
1097	Konrádův pražský nástupce Břetislav II. uvěznil svého budoucího nástupce (byl po něm nejstarší) Oldřicha Brněnského, neboť chtěl vládu zajistit bratrovi Bořivoji II. Oldřich sice brzy uprchl zpět, ale Břetislav táhl na Moravu a Brněnsko se Znojemskem udělil Bořivojovi (na Olomoucku vládli nerušeně dál Svatopluk s Otou II.). Když se pak Bořivoj stal českým vévodou, Oldřich se své právo pokusil vymoci silou, ale neuspěl. Šlo o první porušení Břetislavova nástupnického zákona a první vojenský spor Přemyslovců o pražský trůn.
1107	Nástupnický zákon porušil rovněž Svatopluk Olomoucký, když přitáhl do Prahy a zmocnil se vlády. Bořivoj uprchl do Německa. Po Svatoplukově brzkém zavraždění (1109) očekával trůn jeho bratr Ota II. Olomoucký (který ho věrně podporoval), tehdy nejstarší Přemyslovec, ale čeští velmoži a pražský biskup zvolili Vladislava, syna vévody a krále Vratislava. Ota ustoupil, krátce byl Vladislavem vězněn, ale pak se zase vrátil na Olomoucko.
1115	Po dobu nezletilosti dědiců brněnského a znojemského údělu je dostal do správy Vladislavův bratr Soběslav. Za několik let však byl Vladislavem vyhnán a Znojemska se ujal jeho dědic Konrád II. Znojemský; Brněnsko dostal Ota II. Olomoucký, čímž se stal pánem většiny Moravy.
1125	Smířením s umírajícím Vladislavem se stal vévodou Soběslav. Otovi II. odebral Brněnsko a vrátil ho brněnské větvi (synu Oldřicha Brněnského Vratislavovi). Ota chtěl své nároky na pražský trůn uplatnit s pomocí římského krále Lothara III. Jím vedená vojenská výprava však byla v českém pohraničí 1126 poražena a Ota Olomoucký padl. Po svém vítězství Soběslav zbavil Otovy syny Olomoucka, které dal Svatoplukovu synovu Václavovi (synovec Oty II.). Načas také uvěznil Vratislava Brněnského a Konráda II. Znojemského, Václav se asi měl stát pánem všech údělů.

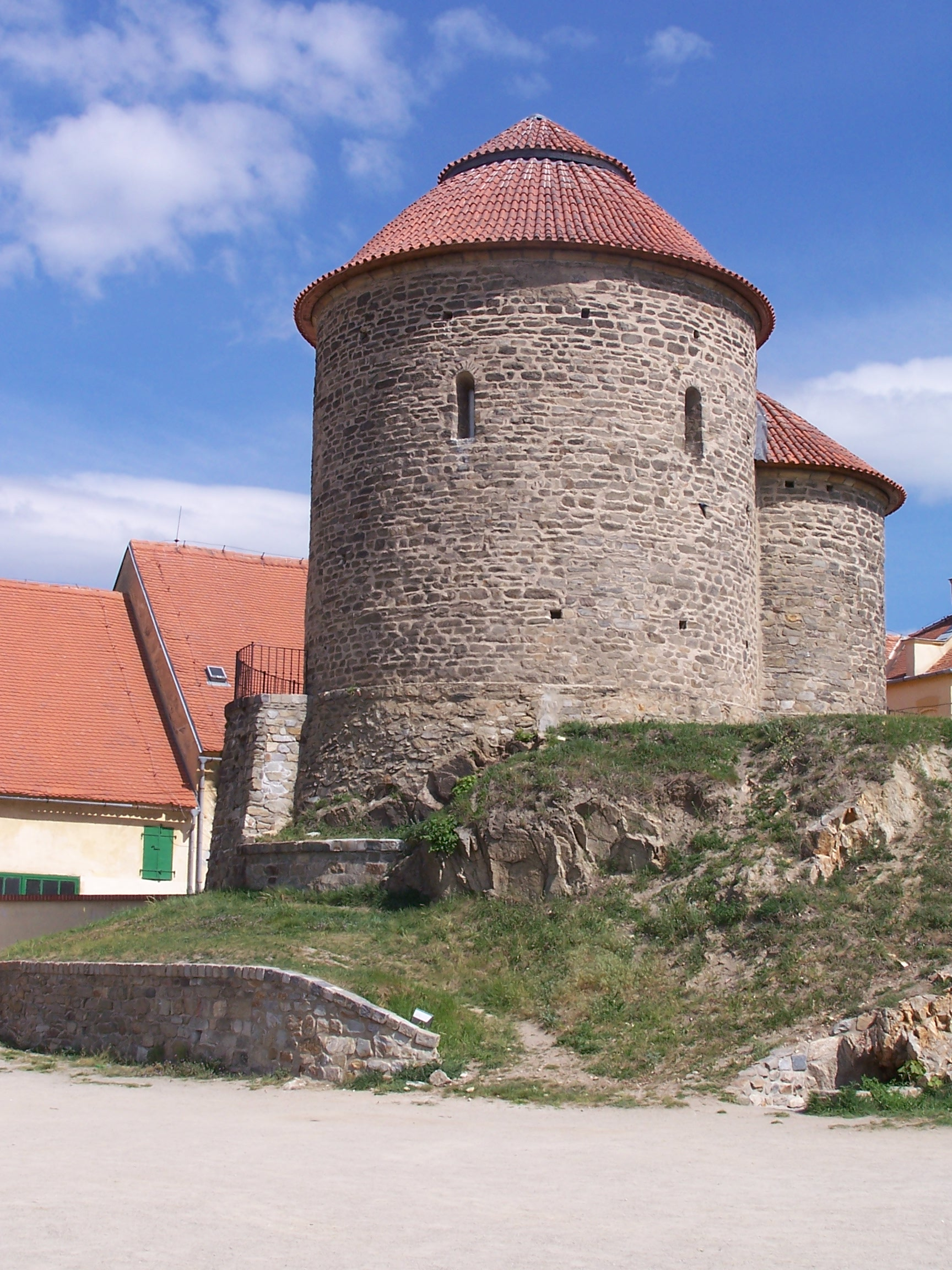
Rotunda svaté Kateřiny ve Znojmě

1130	Po Václavově smrti byly postupně Vratislavovi a Konrádovi vráceny jejich úděly (a Konrád se stal dokonce poručníkem Soběslavových dětí a bylo mu slíbeno nástupnictví v Praze (obrazové ztvárnění této dohody ve znojemské rotundě ukazuje, že se údělníci považovali především za příslušníky vládnoucího přemyslovského rodu, jehož ideologii vlády sdíleli a která výrazně převažovala nad jejich případným cítěním k Moravě)); Olomoucko si však ponechal sám Soběslav a vládl zde za pomoci olomouckého biskupa Jindřicha Zdíka, později sem dosadil Litolda, syna Bořivoje II. (viz rok 1097) a potom svého syna Vladislava. Přímá či nepřímá vláda pražských vévodů (později králů) nad Olomouckem se pak v budoucnu měla několikrát opakovat.
1140	Soběslavův synovec a nástupce Vladislav II. vrátil Olomoucko synovi Oty II., Otovi III., který se vrátil z ruského vyhnanství. Vladislavovo nastolení bylo opět porušením nástupnického zákona, podle něhož měl jako nejstarší nastoupit Konrád II. Znojemský.
1142 Konrád II. Znojemský s podporou ostatních údělníků oblehl Prahu, ale Vladislav se obrátil o pomoc na římského krále Konráda III., před jehož vojskem se Konrád Znojemský stáhl zpět. V následujících letech se údělníci s Vladislavem smířili, zato se však obrátili proti biskupovi Jindřichu Zdíkovi za jeho podporu Vladislava a dokonce ho přepadli a málem zabili. Konrád Znojemský pak musel načas uprchnout ke králi Konrádovi III. před Vladislavovým hněvem (trestná výprava na Znojmo). Jindřich Zdík byl za svou věrnost odměněn vynětím biskupských statků a jejich lidí z pravomoci údělníků, čímž započalo vydělování olomouckého biskupství z rámce Moravy (dovršeno o dvě staletí později).
Ve druhé polovině 12. století význam moravských Přemyslovců upadl a s jedinou výjimkou neměli údělníci žádný vliv na další vývoj. Výrazným znakem tohoto mocenského úpadku je to, že o nich téměř mizí zprávy v kronikách, díky čemuž ani dnes nejsou známy jejich přesné příbuzenské vztahy a dokonce základní životní údaje.
1156	Umírá Vratislav Brněnský. Jeho synové Spytihněv a Svatopluk vládli tiše na Brněnsku, aniž by si jich někdo všímal.
1160	Po smrti Oty III. ovládal nejprve Vladislav Olomoucko sám, poté sem dosadil svého syna a předurčeného nástupce (jímž se ovšem nestal) Bedřicha.
1174 Konrád III. Znojemský získal vládu i nad Brněnskem (osud Spytihněva a Svatopluka není znám) s ambicí získat pod svou moc i Olomoucko a sjednotit tak všechny moravské úděly pod svou vládou.
1178 Pražský vévoda Soběslav II. dosadil na Olomoucko svého bratra Václava (předtím sem dosadil bratra Oldřicha), i když ho za předchozí vojenskou pomoc (vpád do Rakouska) očekával Konrád Znojemský. Vzájemné rozpory vyvrcholily tím, že Konrád s pomocí rakouského vévody Leopolda V. odrazil Soběslavovo tažení na Moravu.
Koncem údělného období se přirozeným procesem pozvolna mění družiny údělných knížat a státní úředníci ve středověkou šlechtu, jejíž společenské postavení je založeno na vlastnictví půdy (první šlechtická jména jsou však známa až z konce 12. stol.). Tato vznikající šlechta se přirozeně ztotožnila se zemí, v níž měla majetky a do jejíhož chodu též začala zasahovat, a tak se postupně stala nositelem moravského vědomí, které do té doby existovalo jen okrajově (náznakově doloženo u údělných knížat).

## 1179–1212 Vznik markrabství
Vznik markrabství na Moravě nebyl jednorázovou záležitostí, nýbrž postupným procesem. Nešlo rovněž o vznik nějakého nového územního (státního) celku, ale o změnu vlády na Moravě a jisté přehodnocení vztahu Čechy-Morava. Vznik markrabství nebyl vyvolán vnějšími činiteli, má původ ve vnitřních rozbrojích v přemyslovské dynastii.

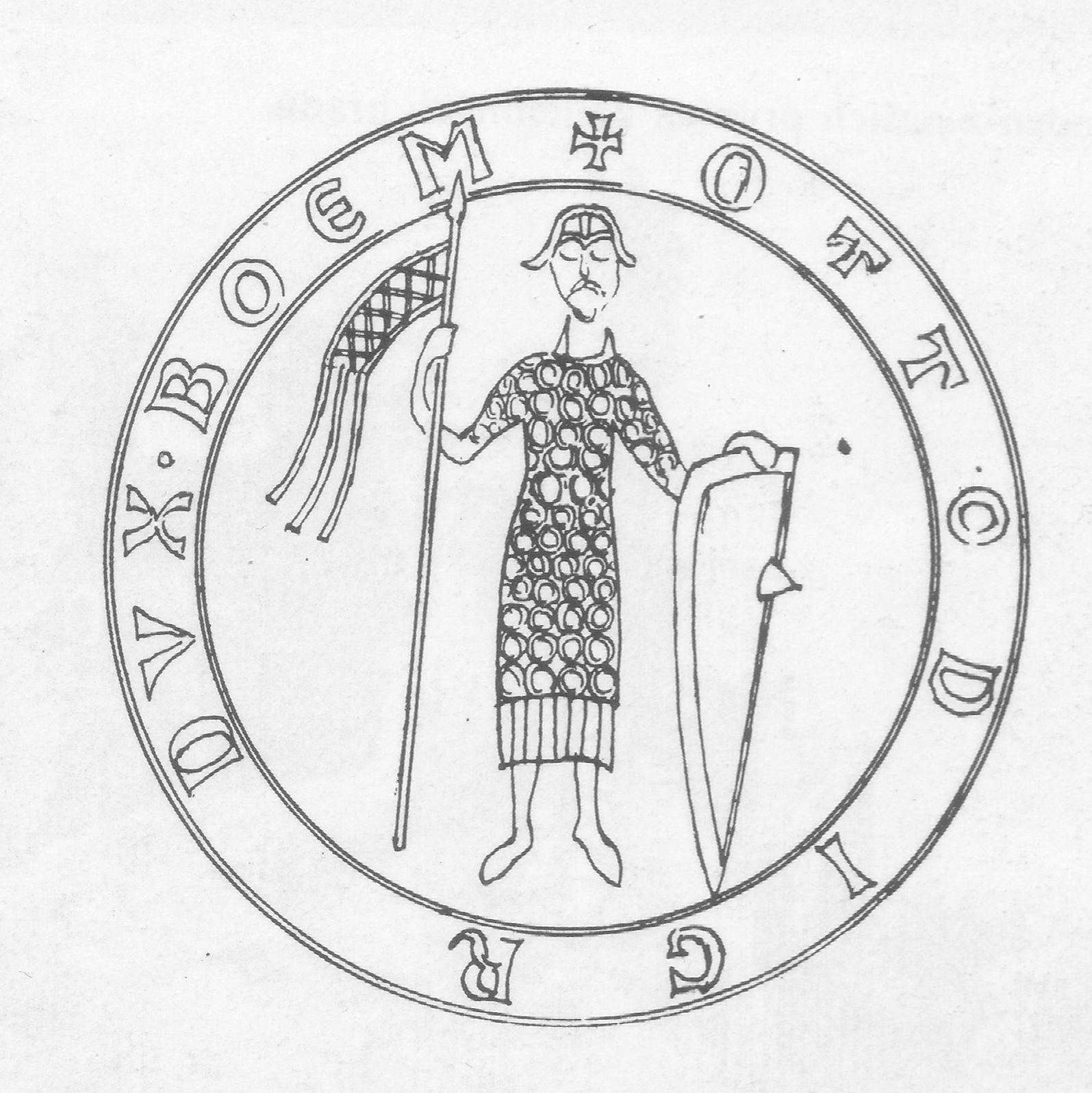
Pečeť prvního markraběte Moravy Konráda Oty, již jako českého knížete

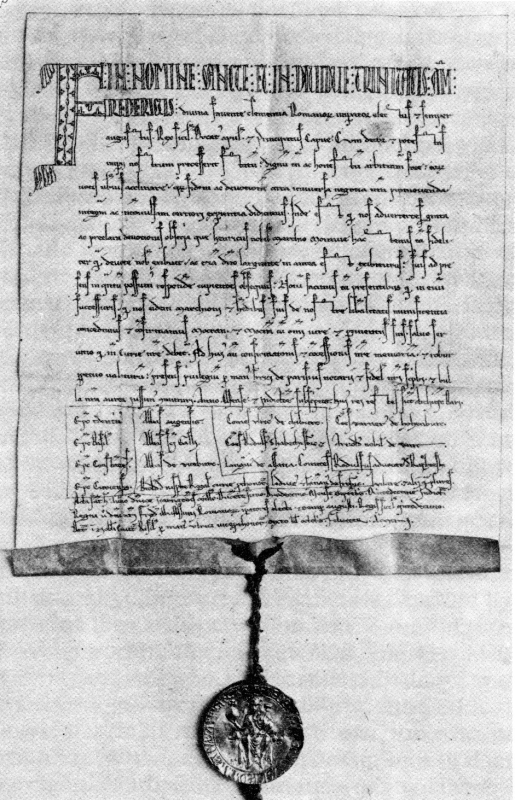
Listina Fridricha II., římského císaře a krále sicilského, kterou uděluje a potvrzuje moravskému markraběti Vladislavu Jindřichovi majetek "Mocran et Mocran"

1178	Konrád Znojemský oblehl s pomocí rakouského vévody Leopolda V. knížete Václava v Olomouci, hrad se však nepodařilo dobýt. Vzápětí se proti Soběslavovi postavil Bedřich a zmocnil se pražského trůnu.
1179 Soběslav II. se pokusil vrátit se na trůn, s pomocí Konráda Znojemského však byl Bedřichem poražen. Václav se nyní v Olomouci ocitl bez Soběslavovy podpory a uprchl, Konrád tak opanoval Olomoucko. Ani Bedřich však nechtěl připustit zvětšení Konrádovy moci a snažil se jako správce Olomoucka dosadit svého bratra Přemysla jako svého zástupce. To měl vyjadřovat titul markrabě, převzatý ze zahraničí.
1182	Proti Bedřichovi se vzbouřila česká šlechta a pozvala na trůn Konráda Znojemského. Bedřich utekl k římskému císaři Fridrichu Barbarossovi, který povolal oba na sněm do Řezna. Tam rozhodl, že Čechy budou vráceny Bedřichovi a Konrád se má spokojit s Moravou. (Toto rozhodnutí bylo dříve hodnoceno – a setrvačností se tak stále hodnotí – jako vznik markrabství vyňatého z českého státu jako přímé říšské léno, ale z pramenů ani dalšího vývoje nic takového nevyplývá).
1185	Bedřich poslal na Moravu dvakrát bratra Přemysla se silným vojskem proti Konrádovi. Při druhém tažení se Přemysl s Konrádem střetl u Loděnice (východně od Krumlovského lesa). Ani jedna strana nezískala rozhodující převahu a Přemysl se stáhl do Čech.
1186	Konrád se s Bedřichem sešel v Kníně (ve středních Čechách) a oba uzavřeli dohodu, jejímž obsahem bylo, že Konrád uznal Bedřicha za vrchního vládce a oplátkou dostal slíbeno nástupnictví po něm. Konrád začal užívat titulu markrabě (jak je známo z pozdější listiny). Bedřichem si do své moravské vlády však mluvit nenechal a ustanovil přes Bedřichovy protesty svého kaplana Kaima olomouckým biskupem, což dosud dělala česká knížata.
1189	Po Bedřichově smrti se Konrád stal českým vévodou. Během tohoto roku obnovil moravské úděly – na Olomoucko dosadil syny Oty III. Vladimíra a Břetislava, na Brněnsko syny Vratislava Brněnského Spytihněva a Svatopluka. Znojemsko si ponechal sám Konrád. Opětovné rozdělení na úděly ukazuje, že Konrádovým konečným cílem nebyl vznik jednotné Moravy, ale jen ovládnutí všech údělů jako odrazového můstku k pražské vládě.
1192	Po smrti Konráda a krátké vládě syna Soběslava II. ustanovil na prosby pražského biskupa Jindřicha Břetislava císař Fridrich českým vévodou Přemysla, moravským markrabětem se stal jeho bratr Vladislav Jindřich.
1193	S podporou císaře Břetislav Jindřich sesadil Přemysla a stal se vévodou. Přemysl uprchl, je však zajímavé, že nikoli k bratrovi na Moravu. Následujícího roku si Jindřich Břetislav vojenským tažením podrobil Moravu a Vladislava Jindřicha odvezl do Prahy. Na Moravě byly opět obnoveny úděly, jen Znojemsko si vévoda ponechal.
1197	Po smrti Jindřicha Břetislava velmoži zvolili na pražský trůn Vladislava Jindřicha. Během několika měsíců se o svůj nárok přihlásil i Přemysl. K obvyklému vzájemnému boji však nedošlo, Vladislav Jindřich svému bratrovi ustoupil, přenechal mu vrchní vládu a sám se spokojil s moravským markrabstvím, kde měli vládnout dědičně jeho potomci. V onu chvíli se však pro Vladislava Jindřicha jednalo pouze o příslib, neboť stále byly obsazeny úděly z doby Jindřicha Břetislava a údělníci stáli dohodě bratrů v cestě. Ne náhodou se tedy během dvou následujících let zprávy o nich vytrácí a Vladislav Jindřich se tak mohl ujmout Znojemska a Brněnska. Olomouckou část Moravy však měl v moci Přemysl a zpočátku to nevypadalo, že se jí hodlá vzdát.
1212	Přemysl (již králem) souhlasil s ústupky pro své příbuzné vzhledem k obtížné mezinárodní situaci, do níž se svou politikou zapojil, aby si pojistil jejich věrnost. Pro Vladislava Jindřicha to znamenalo přepuštění Olomoucka, které mu následně bylo potvrzeno císařem Fridrichem II. Tímto byla Morava definitivně sjednocena do jednoho správního celku a napříště se mohla vyvíjet i politicky.

## 1212–1306 Přemyslovské markrabství
1213	Vladislav Jindřich založil nejstarší moravské město – Uničov. Na Moravu dorazilo městské zřízení (z vyspělejšího Slezska) dřív než do Čech, budování měst také probíhalo v následujícím půlstoletí rychleji než v Čechách. Městské zřízení bylo velmi důležité pro další společenský vývoj – obyvatelé měst byli osobně svobodní, ve městech se soustřeďoval hospodářský život a města přispívala k šíření vzdělanosti (mj. vznik světských škol). Hluboko ve středověku se tímto připravoval zánik feudálního společenského zřízení.
1222 Vladislav Jindřich zemřel bez potomků. Jeho vláda byla charakterizována především podporou hospodářství (města), politicky stál ve stínu Přemysla, který i často pobýval na Moravě a vydával zde vlastní rozhodnutí (suverenita Vladislava ve vlastní zemi tedy nebyla úplná). Na severu zvětšil Moravu kolonizací území na sever od Jeseníků (Opavsko). Vladislav Jindřich si vytvořil markrabský dvůr s dvorními hodnostáři, mezi nimiž se objevují předci pozdějších mocných moravských šlechtických rodů. Správu Moravy převzal po Vladislavově smrti Přemysl a vládl zde s pomocí olomouckého biskupa Roberta.

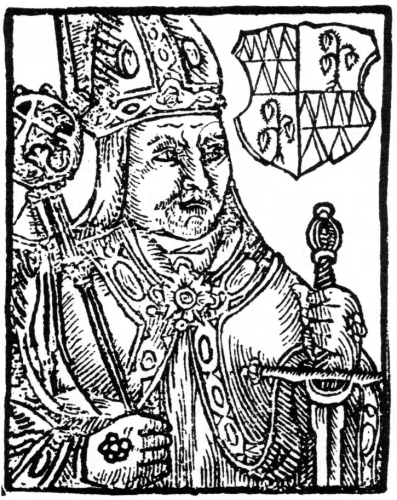
Biskup Bruno ze Schauenburku – významná osobnost moravských dějin 13. století

1224	Král Přemysl učinil markrabětem svého druhorozeného syna Vladislava, který byl zcela ve stínu otce, po jeho brzké smrti (1227) pak nejmladšího syna Přemysla. Z jeho moci však bylo vyňato Břeclavsko a Hodonínsko, které dostala královna Konstancie Uherská.
1228	První zmínka o markrabském prokurátorovi, předchůdci pozdějšího zemského hejtmana, nejdůležitějšího moravského úředníka s rozsáhlými pravomocemi.
1233	Markrabě Přemysl poprvé použil na pečetích symbol orlice. Do té doby užívala markrabata symbol lva (erb se lvem je poprvé doložen u Vladislava Jindřicha – tehdy nešlo o znak Čech, ale přemyslovského rodu).
1237	Markrabě Přemysl se vzbouřil proti králi Václavovi I. (asi proto, že mu Václav odebral Břeclavsko a daroval ho Oldřichu Korutanskému, manželovi své nejstarší sestry). Před jeho vojenskou výpravou uprchl do Uherska. Později se vrátil, ale jeho vláda byla omezena na Olomoucko a Opavsko, zbytek země si nechal Václav.
1239	Markrabě Přemysl zemřel. Správu Moravy převzal na několik let král Václav. Teprve v roce 1243 nebo 1245 učinil markrabětem syna Vladislava (III.). Později ho Václav oženil s Gertrudou, dcerou posledního Babenberka Fridricha II. a dědičkou Rakouska, se záměrem spojit tak v budoucnu Čechy, Moravu a Rakousko pod přemyslovskou vládou (což se ovšem ve Vladislavově osobě nenaplnilo).
1241 Vpád Mongolů (Tatarů). Navzdory četným pověstem, které vznikly především v 19. století, se jednalo o velmi rychlý průchod tatarského vojska Moravou ze Slezska do Uherska, spojeného ovšem s pleněním.

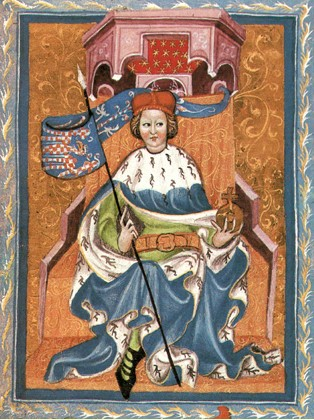
Přemysl Otakar II. jako moravský markrabě

1247	Markrabě Vladislav III. zemřel, na jeho místo Václav dosadil syna Přemysla.
1248	Markraběte Přemysla zvolila česká šlechta králem místo Václava. Přemysl však byl poražen; mohl dále vládnout na Moravě, ale Václav ho obklopil svými lidmi.
1253	Markrabě Přemysl, od roku 1252 také rakouský vévoda, se stal po Václavově smrti českým králem. Ponechal si i nadále vládu na Moravě a titul markraběte (to se stalo poprvé). Tento fakt dokazuje, že se vnímání tohoto označení od doby jeho zavedení změnilo – zatímco zprvu se chápal jako označení správce, nyní již byl vnímán jako panovnický titul. Na Moravě se nechal Přemysl zastupovat olomouckým biskupem Brunem ze Schauenburku, byly dokonce obnoveny úděly (ovšem bez údělných knížat).
1267	Přemysl naplánoval křížovou výpravu do Pruska a na Litvu, tamní území měla být pokřesťanštěna (doposud ještě byla pohanská – jako již málo území Evropě) a podřízena nově zřízenému arcibiskupství v Olomouci. Při žádosti se objevil i odkaz na Metodějovo arcibiskupství. Papež však povýšení olomouckého biskupství odmítl (a výprava se rovněž nezdařila).
1269	Přemysl udělil nemanželskému synovi Mikuláši jako léno Opavsko. Tím započalo jeho oddalování od Moravy, které vyvrcholilo v 17. století jeho přičleněním ke Slezsku. Zatím však Opavsko bylo chápáno stále jako součást Moravy. (Dnešní Jesenicko a Těšínsko byly tehdy součástí Polska).
1278	Král a markrabě Přemysl padl v bitvě na Moravském poli. Římský král Rudolf I. Habsburský rychle ovládl Moravu a rozdělil ji na dvě části – západní dostal do správy basilejský biskup Jindřich, východní olomoucký biskup Bruno, který však do své smrti (1281) byl faktickým správcem celé Moravy. Po jeho smrti se stal správcem Rudolfův zeť Albrecht Saský, za jehož správcovství nastala v zemi anarchie a státní správa se rozložila.
1283	Moravu převzal český král Václav II., Mikuláš dostal zpět Opavsko. Vlivem Záviše z Falkenštejna, Václavova rádce proniklo do zemských úřadů mnoho jihočeských Vítkovců, jeden se stal i olomouckým biskupem.
1298	Poprvé zmiňován zemský hejtman, zástupce panovníka, v jehož rukách se postupně soustředila veškerá veřejná správa, včetně finanční a vojenské, a zemský hejtman tak disponoval většinou panovnických pravomocí. Díky tomu, že se později volba hejtmana často přenesla do rukou samotných Moravanů (především vysoké šlechty, jejíž příslušníci se většinou hejtmany stávali), došlo k tomu, že si Morava do značné míry vládla sama bez ohledu na panovníka (a české stavy).
1306	V Olomouci zavražděn český král a moravský markrabě Václav III.

## 1311–1423 Lucemburská Morava

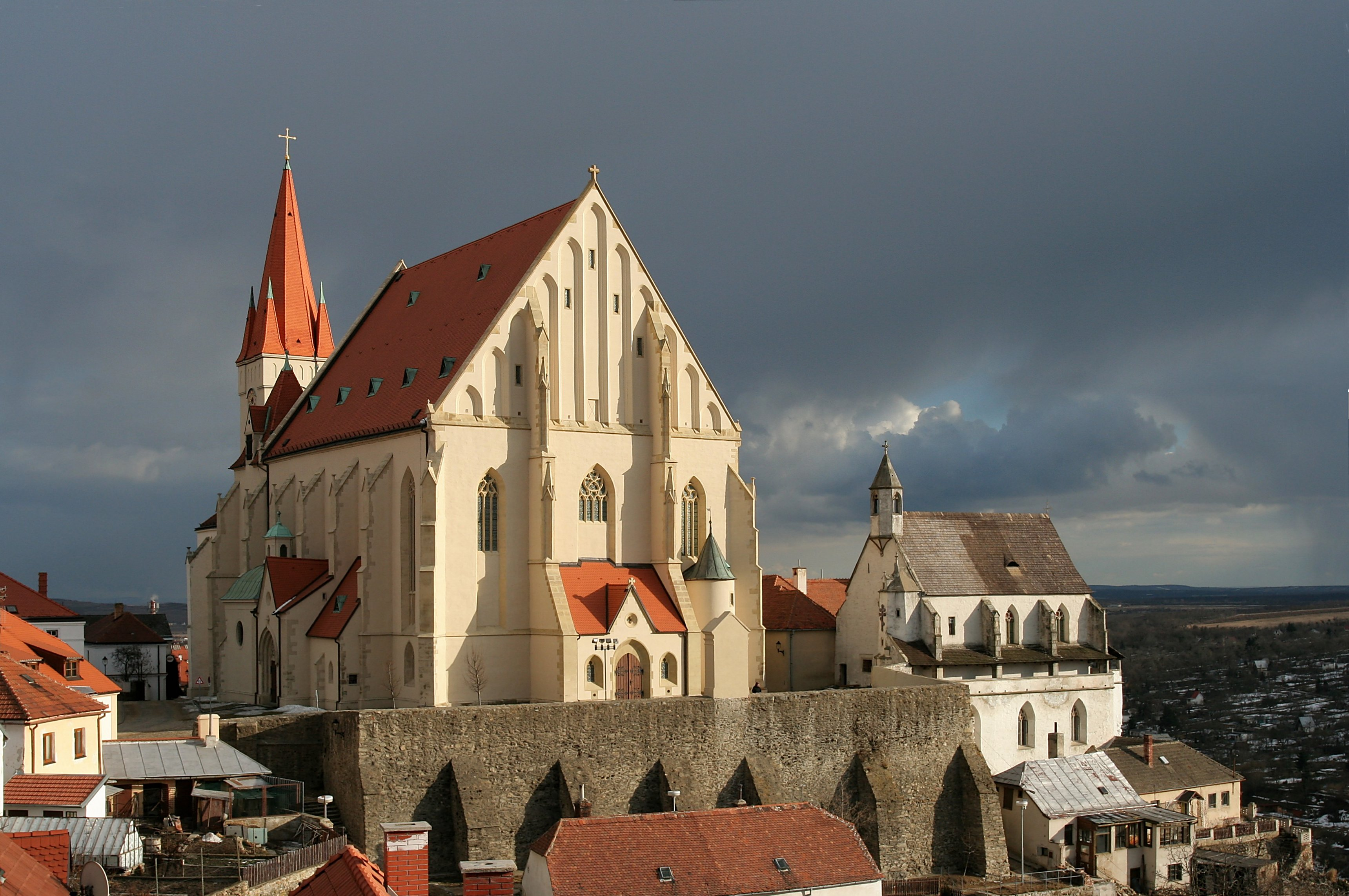
Kostel sv. Mikuláše ve Znojmě založený za Karlova markrabství

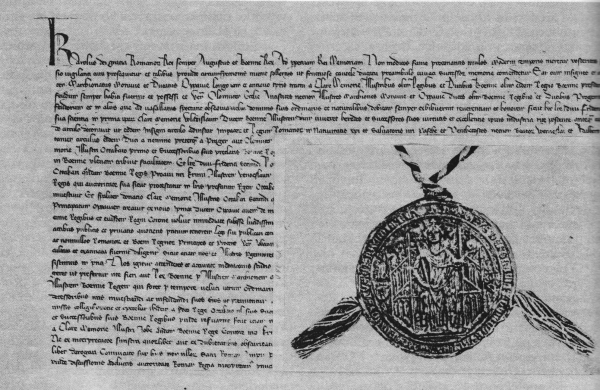
Karel IV., římský císař a český král vyhlašuje markrabství moravské, vévodství opavské a biskupství olomoucké za léna české koruny

Po zavraždění českého krále Václava III. roku 1306 nastalo na Moravě neklidné období. Po krátké vládě Jindřicha Korutanského připadla Morava Habsburkům. Ani nástup Jana Lucemburského na český trůn, ani předání Moravy Janovi klid nepřineslo – v zemi docházelo k povstání šlechty i k uherským vpádům. Situace se uklidnila až po roce 1318, kdy byly uzavřeny Domažlické úmluvy, díky nimž se v dalším období šlechta a král vzájemně respektovali. Jan nadále do moravských vnitřních záležitostí příliš nezasahoval, takže vládu fakticky na Moravě vykonávali moravští zemští hejtmani, z nichž nejvýznamnější byl Jindřich z Lipé.
Roku 1334 učinil král Jan moravským markrabětem svého syna Karla, který pak již jako český a římský král roku 1348 vyjasnil postavení Moravy – Morava byla prohlášena za léno českého krále a rozdělena na markrabství moravské, biskupství olomoucké a opavské vévodství. Následujícího roku stanovil moravským markrabětem svého bratra Jana Jindřicha.
Období vlády Jana Jindřicha (1350–1375) bylo až na výjimečné střety dobou míru a rozkvětu, markrabství pod jeho vedením zbohatlo. Avšak jeho ctižádostivý syn Jošt (1375–1411) uplatňoval jiný způsob vlády, často byl ve sporu s představiteli církve a jeho spory s bratry vedly dokonce k válkám a pustošení Moravy. Nakonec se postavil i proti svému lennímu pánu, bratranci a českému králi Václavu IV. Joštovi se sice nakonec podařilo roku 1410 dosáhnout až titulu římského krále, avšak když následujícího roku zemřel, zanechal moravské markrabství silně zadlužené.
Ke konci Joštovy vlády se na Moravě začaly šířily husitské ideje, které nakonec vyústily zapojením Moravy do husitských válek. Zikmund Lucemburský situaci na Moravě nezvládal, a tak ji roku 1423 nakonec postoupil svému zeti Albrechtu Habsburskému.

## 1423–1629 Stavovská Morava

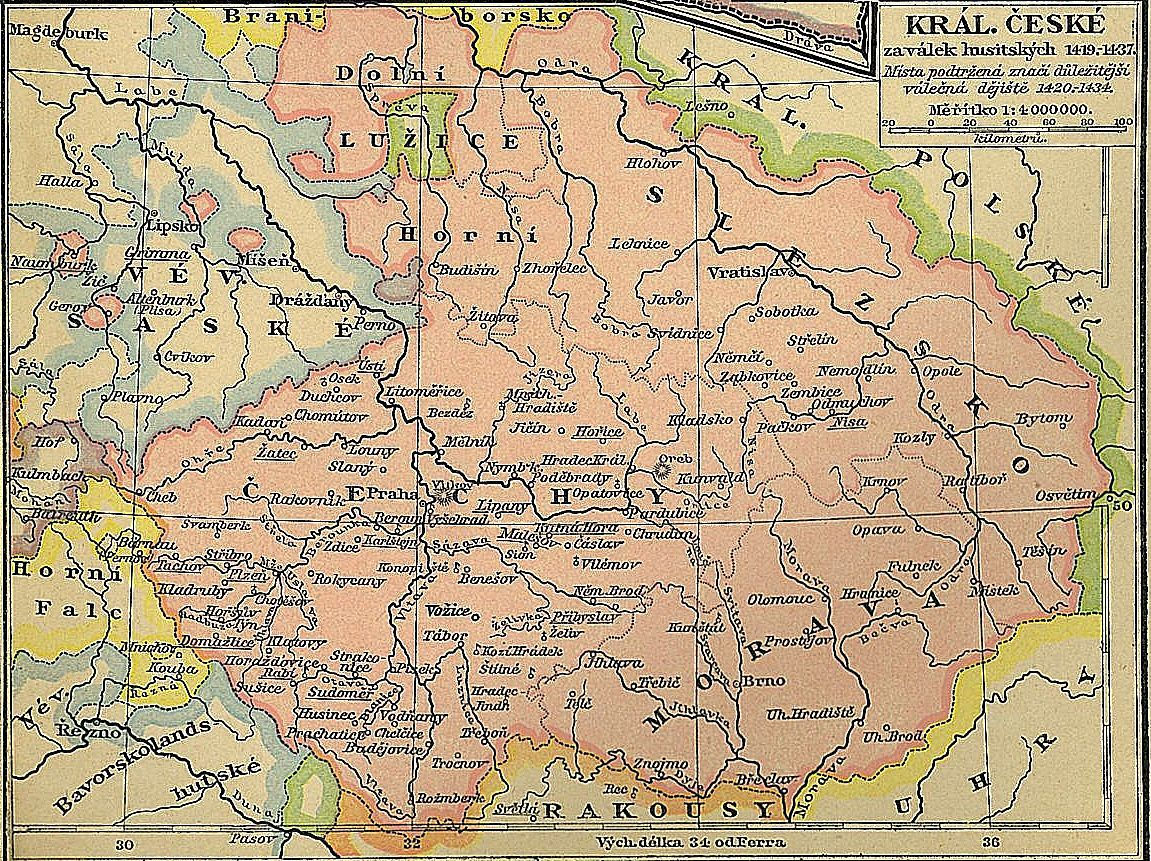
České země za husitských válek

Období stavovské vlády (šlechty, především vysoké, která měla rozhodující slovo, duchovenstva a měst) bylo obdobím největší samostatnosti Moravy v jejích dějinách (nehledě na období před 10. stoletím). Ačkoli se i nižší vrstvy obyvatel zřejmě považovaly za Moravany, nemohly své přesvědčení reálně uplatnit, takže teprve mocenský vzestup šlechty umožnil samostatné politické jednání Moravy. Politická pouta k Čechám se velice uvolnila a velmi často Morava jednala nezávisle. Společný státní svazek s Čechami byl však vždy uznáván a zachováno zůstalo i pouto kulturní (samostatná národní kultura se na Moravě nevytvořila).
1424	Vyvrcholil boj o Moravu mezi Albrechtem a husity (moravskými i českými). V následujících letech se pod husitskými útoky velmi oslabily katolické pozice.
1433	Delegace Moravanů se v Praze dohodla na společném postupu s českými husity při jednání o kompaktátech (dohodě s církví, kterou v krizi papežství tehdy zastupoval koncil v Basileji).
1434	Moravská šlechta (včetně husitské) uznala Albrechta za svého vládce a dohodla s ním ukončení bojů v zemi. Posádky radikálních husitů byly označeny za škůdce země.
1436	Na společném sjezdu Čechů a Moravanů v Jihlavě byla vyhlášena kompaktáta. Za Moravany jejich platnost potvrdil Albrecht. Husitské války znamenaly pro Moravany spolu s Čechy (za něž byli v cizině často považováni) v Evropě označení kacířské země, což mimo jiné znamenalo oslabení obchodních i jiných zahraničních kontaktů a tím dočasné zaostávání. Uvolnil se rovněž vztah olomouckého biskupství k pražskému arcibiskupství, na další století se stal jen formálním.
1440	Po smrti Albrechta (předchozího roku) byla uzavřena dohoda o vládě v zemi. Faktickým vládcem Moravy se stal zemský hejtman Jan Tovačovský z Cimburka.
1453	Moravští stavové potvrdili dědičné právo Albrechtova syna Ladislava (Pohrobka) a přijali ho za markraběte.
1458	Po smrti Ladislava byl v Čechách zvolen králem Jiří z Poděbrad s předchozím moravským souhlasem. Při následné výpravě na Moravu byl Jiří přijat za markraběte.

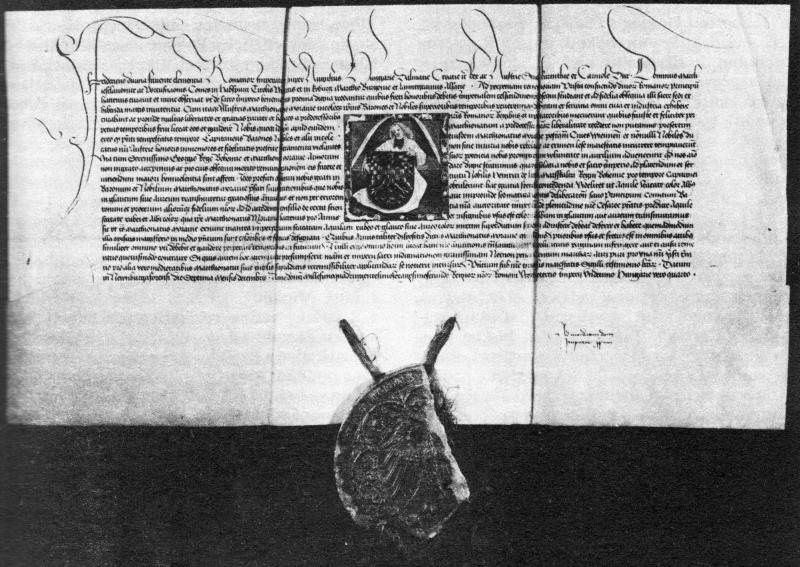
Listina císaře Fridricha III. z roku 1462, kterou vylepšuje moravský znak

1462	Moravské oddíly pomohly osvobodit římského císaře Fridricha III. u Vídně (bojoval se svým příbuzným Albrechtem). Císař jako odměnu a na vlastní moravskou žádost polepšil moravský znak změnou kostkování orlice ze stříbrno-červeného na zlato-červené. Polepšení se však příliš nestačilo vžít a v následujících bouřlivých letech upadlo na několik staletí do zapomnění (třebaže panovníci jeho platnost opakovaně potvrzovali, první tak učinil již Matyáš Korvín roku 1479).
1464	Jiří z Poděbrad vydal v Olomouci listinu, jíž měly mít napříště Morava s Čechami vždy společného panovníka (Moravané svého panovníka v budoucnu běžně oslovovali jako krále). Nebyla však již uvedena povinnost lenního slibu moravského markraběte českému králi (bylo by ostatně nelogická), čímž skončil lenní vztah Moravy k českému králi. Českou korunu jako celek tedy nadále udržoval společný panovník a několik málo úřadů (1453 vzniklá Česká dvorská kancelář).
1467	Většina moravských měst a olomoucký biskup Tas Černohorský z Boskovic utvořila spolek proti Jiřímu z Poděbrad. Jiří na Moravu vyslal vojsko.
1468	Na Moravu vpadlo vojsko Matyáše Korvína a získalo v zemi vojenskou převahu. Začaly česko-uherské války.

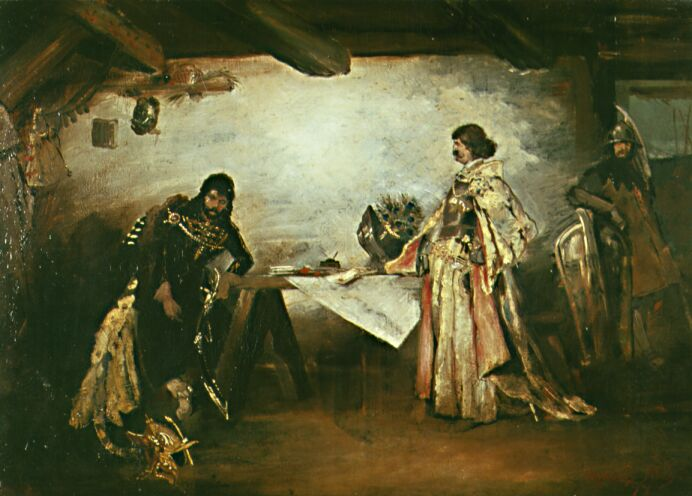
Setkání Matyáše Korvína a Jiřího z Poděbrad

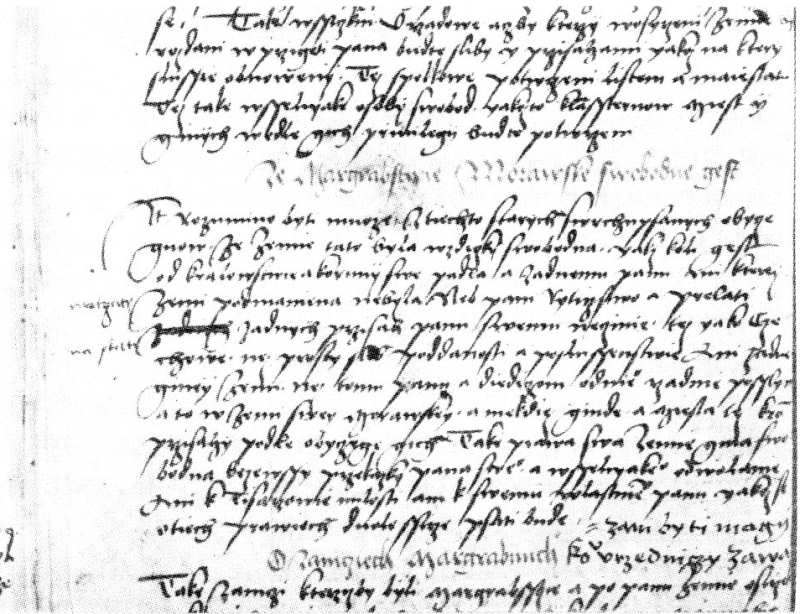
Článek „Že markrabství Moravské svobodné jest“ z jednoho z četných opisů Tovačovské knihy, jež platila za kodex zemského práva

1469	Moravané přijali Matyáše Korvína za markraběte (byl zároveň v olomoucké katedrále svatého Václava zvolen českým králem). Válka mezi Jiřím a Matyášem nadále pokračovala.
1471	Po smrti Jiřího z Poděbrad zvolen českým králem Vladislav Jagellonský. Část Moravanů (šlechty i měst) se přiklonila na jeho stranu (včetně zemského hejtmana Ctibora Tovačovského z Cimburka). Drobné vojenské srážky mezi přívrženci obou stran trvaly i nadále. Moravský zemský sněm později (1475) schválil rozdělení České koruny mezi oba krále a Matyášovo držení Moravy.
1477	Matyáš vydal Moravanům privilegium uzavírat mírové smlouvy s okolními zeměmi. To potvrzovalo dosavadní stav, kdy Moravané stejně jednali podle vlastního rozhodnutí v důležitých státních otázkách.
1478	V Olomouci došlo k dohodě mezi Vladislavem a Matyášem, podle níž připadne Morava druhému panovníkovi, pokud jeden z nich zemře bez potomků. Pokud by zemřel dřív Matyáš, musí jeho dědicům Vladislav vyplatit 400 000 dukátů, dokud se tak nestane, bude Morava náležet do svazku Uherské koruny.
1481	Zemský hejtman Ctibor Tovačovský z Cimburka sepsal dosavadní zvyková pravidla, jimiž se řídil chod země, v Knize tovačovské. Z knihy vysvítá vědomí samostatnosti Moravy vůči Čechám, nepopírá se však sounáležitost s nimi (volba panovníka v Praze).
1490	Morava (a Slezsko) přijala Vladislava Jagellonského za svého panovníka. Protože se Vladislav vzápětí stal i uherským králem, závazek 400 tisíc zlatých z olomoucké dohody nebyl dodržen, třebaže uherské stavy na něm trvaly; české ho ovšem odmítly.
1492	Na Moravě se objevují první renezanční stavební prvky (portál tovačovského hradu), což je dříve než v Čechách (díky větší kulturní otevřenosti). S renezančními a humanistickými myšlenkami a zkušenostmi se Morava nicméně seznamovala již prostřednictvím dvora Matyáše Korvína, který humanistické myšlenky podporoval (vlivem své italské manželky). Přímé styky s renezanční Itálií měl také olomoucký biskup Stanislav Thurzo. Morava tak byla jednou ze zemí, kudy se renezance dostávala do střední Evropy. Větší orientace Moravy na evropské kulturní dění byla také dána oslabením kulturních vztahů k Praze, která pro většinu Moravanů po husitských válkách ztratila na přitažlivosti.
1520	Při jednáních Ludvíka Jagellonského (od 1516 nástupce Vladislava) o moravských zemských svobodách vznikl spor, zda je má Ludvík potvrdit jako uherský král a zda tedy má Morava patřit do Uherské koruny. Většině moravských stavů příslušnost k Uherské koruně nevadila, příslušnost k České nakonec prosadil Vilém II. z Pernštejna. Svědčí to o značném oslabení vztahů Čech a Moravy v té době.

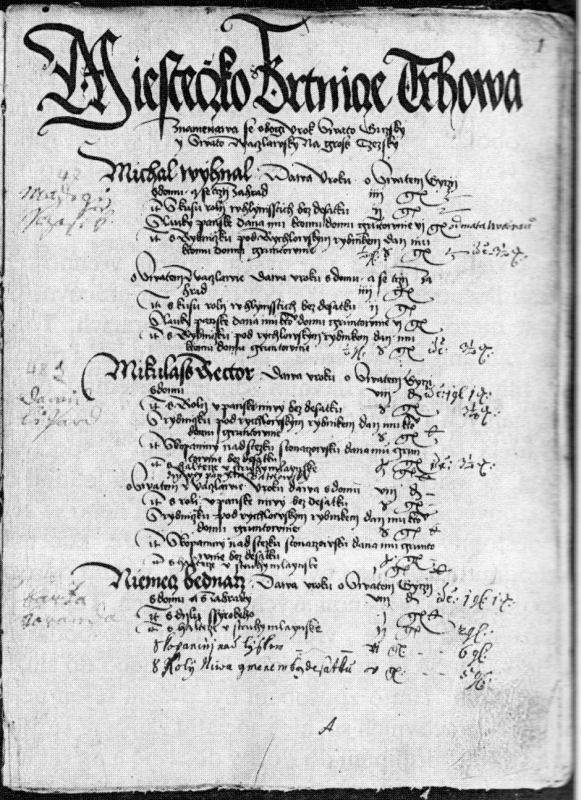
Urbář z panství brtnického z 16. století psaný česky

1526	Po smrti Ludvíka Jagellonského se Moravané rozhodovali mezi Ferdinandem Habsburským a sedmihradským vévodou Janem Zápolským jako novým panovníkem. V Praze však bez ohledu na ostatní země zvolili Ferdinanda. Moravané na protest proti volbě uznali Ferdinandovu vládu na Moravě na základě jeho dědického práva po Jagelloncích.
1529	Na moravských hranicích se poprvé objevily turecké oddíly. Na Moravě byla svépomocí vybudována obranná organizace s výzvědnou službou působící v Uhersku.
1547	V souvislosti s katolicko-protestantskými boji v Německu v Čechách nastala vzpoura proti Ferdinandovi. Když se k Čechám přiblížilo vojsko císaře Karla V. (Ferdinandův bratr), české stavy se obrátily s žádostí o pomoc na Moravu. Žádost se však nesetkala s ohlasem, takže české povstání se zhroutilo. Morava byla za svůj postoj odměněna – někteří přímo penězi, celá země pak tak, že se na ni neměla vztahovat pravomoc královských úřadů, které Ferdinand budoval v Čechách. Na Moravu se stěhovaly ve zvýšené míře různé sekty pronásledované náboženské skupiny, které byly nyní v Čechách zakázány (např. Anabaptisté, na Moravě nazývaní Habáni nebo Jednota bratrská – ta ovšem na Moravu přinášela silné české vlastenectví, do jehož rámce spadala i Morava (Jednota mezi Čechami a Moravou příliš nerozlišovala)).
1565	Olomoucký biskup Vilém Prusinovský z Víckova začal důslednou rekatolizaci Moravy. Doposud mezi rozhodujícími silami země (zejména vysokou šlechtou) převládalo obecné („biblické“) křesťanství, nerozlišující konkrétní vyznání (katolické nebo jiné).
1573 Jezuitská kolej v Olomouci byla papežem a s potvrzením Ferdinandova nástupce Maxmiliána povýšena na univerzitu (první na Moravě), přednášky na dvou fakultách (filozofické a teologické) započaly o dva roky později. Vzápětí (1574) vysokou školu zřídila i Jednota bratrská (v Ivančicích u Brna).
1577	Za markraběte přijat Maxmiliánův syn Rudolf, podobně jako 1526 na protest proti jeho pražské volbě bez účasti Moravanů.

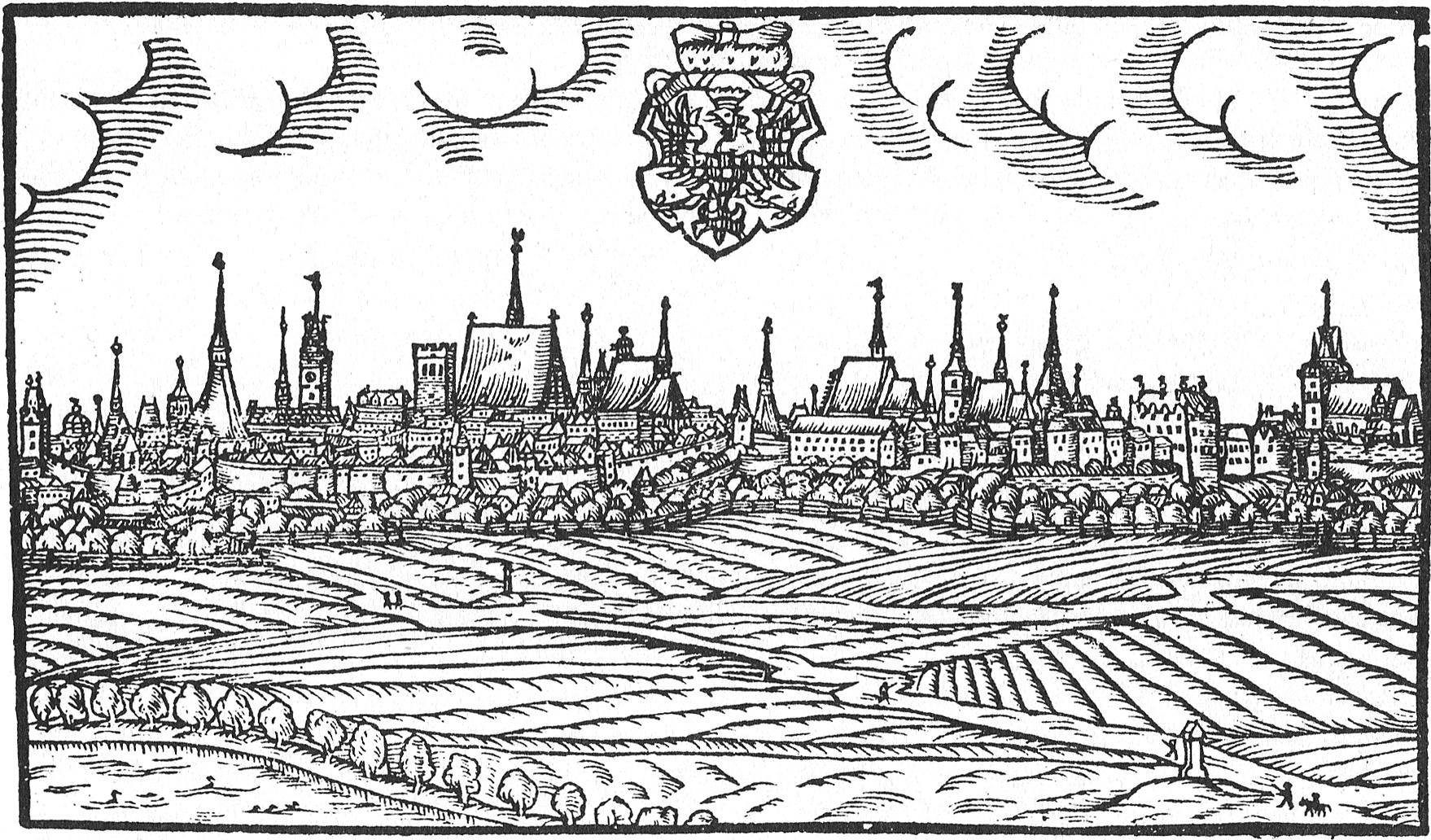
Olomouc 1593

1593	V Olomouci vydal Polák Bartoloměj Paprocký z Hlohol Zrcadlo slavného markrabství moravského, historicko-genealogický spis, v němž se především popisovala historie významných šlechtických rodů, biskupů a měst. Paprocký zde nicméně rozvinul mýtus o původu Moravanů, podle nějž Moravané nemají stejné předky s Čechy (nepocházejí tedy od praotce Čecha), nýbrž jsou potomky Markomanů, kteří jsou Paprockým pojati jako Slované (myšlenka původu Moravanů od Markomanů vznikla počátkem 16. století v německých kruzích Olomouce).
1600	Zemský podkomoří (správce markrabských měst a klášterů) Zikmund z Dietrichštejna, jeden z nedávno jmenovaných, bojovně katolicky zaměřených zemských úředníků obžaloval z velezrádného spojení s Francií a falckým kurfiřtem vůdce moravských protestantů Karla staršího z Žerotína. Karel ze Žerotína měl velmi vysoké vzdělání, studijně projezdil západní Evropu, ve Francii se setkal s Jindřichem Navarským a pomáhal mu na trůn. Svým rozhledem převyšoval většinu moravské (i české) šlechty a byl váženou osobou v celé střední Evropě. Žerotín nakonec odsouzen nebyl, ale nebyl ani osvobozen a stáhl se do ústraní.
1607	Na zámku Karla z Žerotína v Rosicích (u Brna) se sešli zástupci stavů z Moravy, Rakouska a Uherska, aby dojednali společný postup svých zemí proti jejich společnému vládci Rudolfovi.
1608	Zemský sněm sesadil zemského hejtmana a do čela země zvolil direktorium (prozatímní vládu). Čechy byly vyzvány, aby se připojily na stranu spojenců, což odmítly (mj. protože se cítily nadřazeny a odmítaly se řídit někým jiným). Spojence pod svou ochranu vzal Rudolfův bratr Matyáš a po nátlaku na Rudolfa se stal vládcem jejich zemí. Karel starší ze Žerotína byl zvolen zemským hejtmanem – vládl téměř sám bez ohledu na panovníka. Matyáš Moravanům povolil vyhlašovat válku a uzavírat mír, čímž se Morava fakticky stala zcela samostatným státem (i když příslušnost k České koruně nebyla zpochybněna a zůstalo rovněž zachováno společné občanství šlechty).

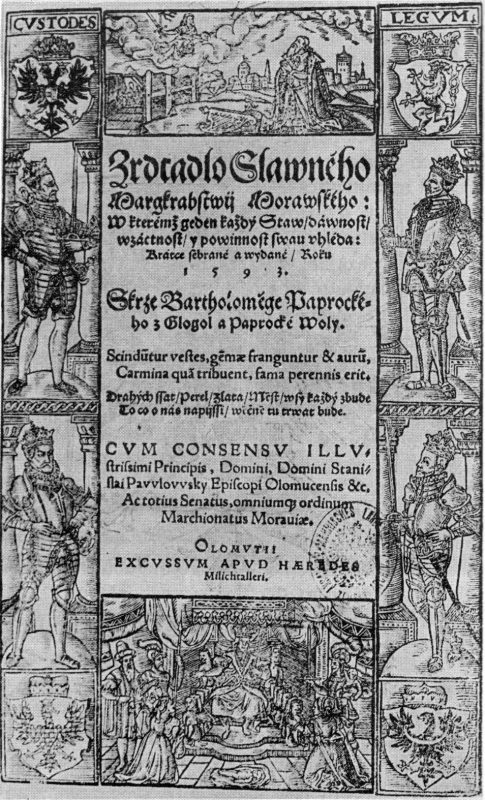
Zrcadlo slavného Markrabství Moravského – titulní list

1618	V Čechách byli sesazeni zástupci krále Matyáše a zvolena prozatímní vláda (direktorium). Její zástupci žádali připojení Moravy k protihabsburskému postupu. Zemský sněm odmítl, především díky vlivu Karla ze Žerotína, který věděl, že povstání nemá mezinárodní podporu (jak doufaly české stavy; na chybějící mezinárodní pomoc však upozorňoval Žerotín již před povstáním). Moravané nabídli zprostředkování mezi Čechy a panovníkem, byli však odmítnuti. Povstalci to považovali za zradu.
1619	Zemský sněm ovládaný radikály v čele s Karlovým bratrancem Ladislavem Velenem z Žerotína s podporou českého vojska svrhl zemskou vládu a zvolil direktorium, které Moravu připojilo k českému povstání. Po počátečním energickém postupu (vypovězení jezuitů) nicméně začaly sílit požadavky na ukončení bojů a dohodu s panovníkem. Vítězstvím nad habsburským vojskem pod Pálavou (u Věstonic) znovu posílilo postavení radikálů. Česká koruna byla přetvořena v konfederaci rovných zemí (Češi zaujali takový postoj poprvé) a v Praze byl jejím panovníkem zvolen rýnský falckrabě Fridrich (Karel ze Žerotína ho odmítl). Ladislav Velen se stal zemským hejtmanem.
1620 Ferdinand II. (před povstáním přijat za moravského markraběte i českého krále) s papežskou, španělskou a katolickou německou pomocí sestavil vojsko, které u Prahy (u Bílé hory) porazilo české povstalecké vojsko. Nedlouho předtím narychlo sestavené moravské vojsko nestihlo ani dorazit na české hranice. Brzy po bitvě navázaly moravské stavy kontakty s Ferdinandem, posléze před ním Morava kapitulovala, správou Moravy byl pověřen olomoucký biskup František z Dietrichštejna; Ladislav Velen uprchl do Slezska. Jediný, kdo setrvával v odporu, bylo evangelické obyvatelstvo Valašska, kde propuklo tzv. Valašské povstání. Za vzpouru byla potrestána třetina šlechty ztrátou majetku, rovněž města přišla o více než třetinu pozemkového majetku, popraven nebyl nikdo.
1628	Na zemském sněmu vydána nová ústava (Obnovené zřízení zemské). Zrušila volbu panovníka, zrušila práva protestantů (včetně husitů), zemský sněm se mohl scházet jen se souhlasem markraběte, panovník měl výhradní právo jmenovat nejvyšší úředníky (včetně zemského hejtmana). Ústava platila formálně až do roku 1848. Přijetím ústavy skončilo období stavovské (především šlechtické) vlády na Moravě a tím do značné míry její vnitřní nezávislost. Vnější politika Moravy naprosto skončila a země se plynule začleňovala do stále víc centralizované habsburské říše; to bylo posilováno i tím, že značná část protestantské šlechty opustila Moravu a místo ní přišla cizí šlechta, která se již neztotožňovala se zemí, nýbrž především s dvorskými úřady, které ve službě panovníkovi obsazovala (platí to ovšem i o zůstalých rodech). Tím zmizel hlavní dosavadní nositel moravanství, nicméně s myšlenkami moravské svébytnosti se v následujícím století ztotožnily nižší vrstvy společnosti.

## 1629–1848 Období absolutismu

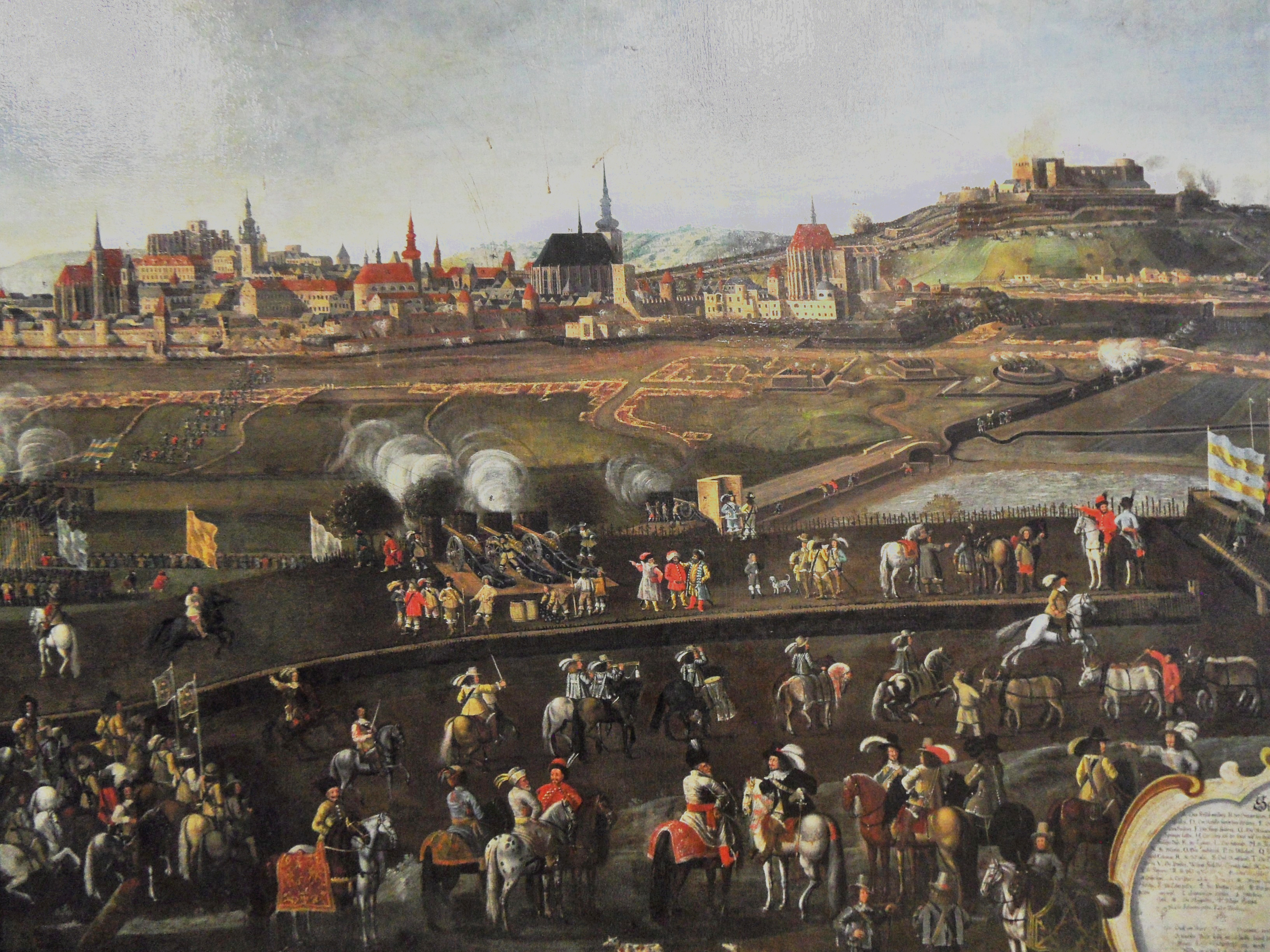
Obléhání Brna Švédy

V tomto období byla stále více oklešťována samostatnost zemských úřadů, jejich místo více a více zaujímaly centrální úřady vznikající rakouské říše. Jejím jednotlivým zemím bylo ponecháváno stále méně prostoru na samostatná rozhodnutí. Myšlenky česko-moravské jednoty se v tomto období neobjevovaly (což bylo dáno nepřitažlivostí Čech té doby) a samozřejmé přesvědčení o svébytnosti Moravy se rozšířilo do všech vrstev obyvatel Moravy. Ve druhé polovině období se vlivem osvícenských myšlenek začínají objevovat novodobé národní myšlenky (většina evropských národů se dotváří v tomto období), které se šíří do celé společnosti a nezůstávají omezeny jen na vládnoucí vrstvy. V Evropě se vyvíjejí dva typy národů – západní typ, v němž je národ určen příslušností ke státu a východní typ (ve střední a východní Evropě, výjimkou je Rusko), kde se vzhledem k existenci mnohonárodnostních říší vytvořil národ založený na kulturní jednotě (a zejména jednotě jazyka). Během začátku 19. století vzrostlé české národní hnutí se pomalu šířilo i na Moravu, jejíž obyvatelé byli samozřejmě Čechy považováni za Čechy.
1636	Zřízen královský tribunál (Královský úřad zemského hejtmanství), který na úkor stavovských úřadů převzal řadu soudních a správních pravomocí, do jeho čela byl postaven zemský hejtman, který se tak stal úředníkem panovníka. Tribunál se usadil v Brně, které se tak stalo (po přesídlení i jiných úřadů) faktickým hlavním městem Moravy.

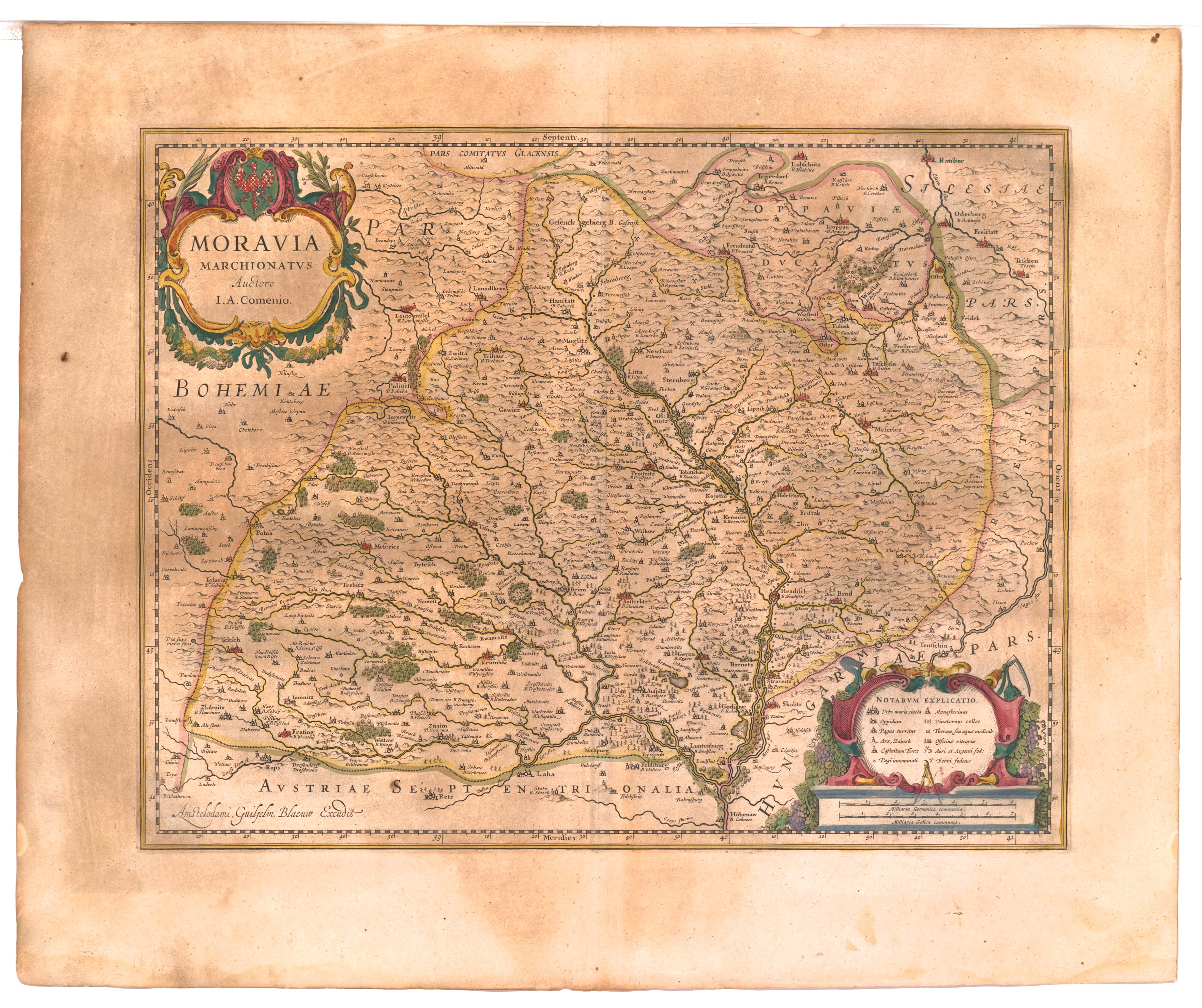
Mapa Moravy 1645

1642	Na Moravu vtáhlo švédské vojsko a obsadilo několik měst, mezi jinými Olomouc. Švédské jednotky setrvaly na některých místech Moravy až do skončení třicetileté války (odešly 1650).
1659	Potvrzeno připojení Opavského knížectví ke Slezsku, které se tím definitivně vyčlenilo z rámce Moravy. Zájem o připojení ke Slezsku měli především luteránští měšťané Opavy a jiných větších měst.[zdroj⁠?!]
1670	V Amsterodamu zemřel Jan Ámos Komenský. Roku 1628 po desetiletém ukrývání odešel do polského Lešna, kde pobyl několik desetiletí nejprve jako rektor bratrského gymnázia, potom jako biskup Jednoty bratrské. Zde také sepsal spisy Velká didaktika a Brána jazyků otevřená, kterými získal evropskou proslulost. Díky ní obdržel pozvání do Anglie, Švédska a zejména Sedmihradska, kde se pokusil uskutečnit svůj nový vyučovací program. Po vypálení Lešna polskými vojáky (1656) se uchýlil do Amsterdamu, kde i zemřel.
1677	Pražský kanovník Tomáš Pešina z Čechorodu vydal v Praze Mars Moravicus, první moravskou kroniku (zpoždění 500 let oproti Čechám). Doposud o celomoravské dějiny nebyl zájem (na Moravě byly čteny české kroniky), moravské vědomí bylo dostatečně vyjádřeno existenci samostatných zemských institucí. O několik desetiletí (1705) později našel pokračovatele v Janu Jiřím Středovském a jeho kronice Hlasatel moravské slávy.
1710	Na Moravě a v Čechách pracovaly komise pro revizi Obnoveného zřízení zemského (jejich návrhy nakonec neuplatněny). Zatímco v Čechách zasedali v komisi zástupci vysoké šlechty a navrhovali zachování České koruny a její mezinárodní prestiž, moravská komise, v níž zasedala hlavně nižší šlechta, chtěla udržet moravskou samostatnost bez ohledu na Korunu.

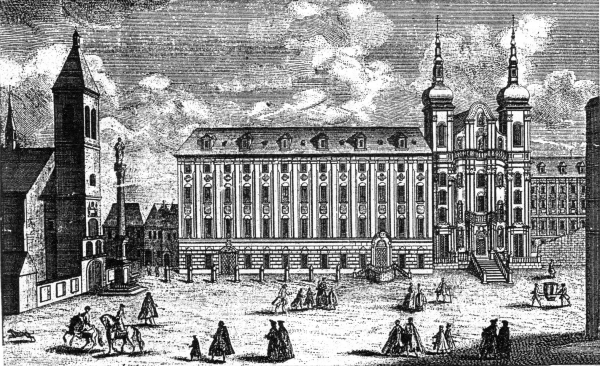
Jezuitská kolej v Olomouci r. 1724

1727	Do královského tribunálu byli začleněni nejvyšší zemští úředníci, čímž došlo k faktickému zániku samostatného rozhodování šlechty o vnitřních záležitostech. Pravomoc tribunálu byla rozšířena, ale byla posílena jeho kontrola z Vídně.
1740	Vládkyní Moravy se stala Marie Terezie, poslední žijící Habsburk. Proti Marii Terezii se ihned vytvořila vojenská koalice sousedních států s úmyslem si rozdělit její říši. Pruský král Fridrich II. vpadl do Slezska, bavorský král Karel Albert vpadl s francouzskou pomocí do Čech, kde byl přijat za krále, saský kurfiřt a polský král August III. usiloval o dobytí Moravy, z níž chtěl učinit království. Moravské stavy zůstaly na rozdíl od českých Marii Terezii věrné.
1742	Po vpádech pruského krále Fridricha II. do Slezska a na Moravu (pruská vojska obsadila téměř celou Moravu) uzavřen mír, jímž Prusko získalo téměř celé Slezsko s výjimkou jižního Opavska, jižního Krnovska, Těšínska a části Niska (Jesenicko). Z tohoto území byla vytvořena nová země se starým názvem Slezsko, nicméně se začala opět sbližovat s Moravou.
1746	V Olomouci byla založena první akademie věd v celé habsbursko-lotrinské říši a vydávala rovněž první vědecký časopis ve střední Evropě. Společnost existovala jen několik let, ale je dokladem nijak nezaostávající úrovně vědění na Moravě. Společnost však nepůsobila v moravském (ani českém) duchu.

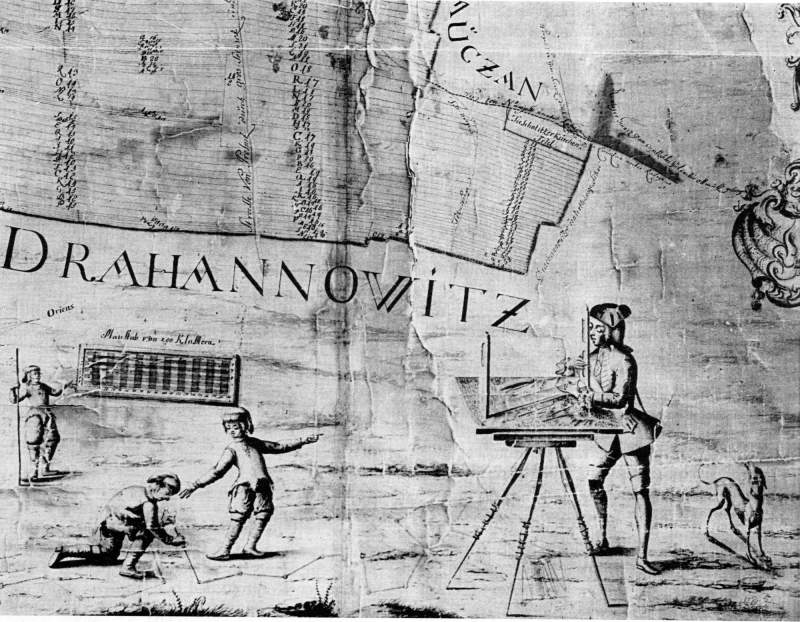
Vyměřování polností v Náměšti na Hané roku 1746

1749	Marie Terezie zrušila Českou dvorskou kancelář, jediný úřad společný pro Čechy a Moravu (a zbytek Slezska); Morava byla přímo podřízena centrálním úřadům ve Vídni. Tímto definitivně zanikla Česká koruna jako státní celek a po státoprávní stránce na sobě Morava a Čechy byly zcela nezávislé. O tři roky později byla Morava vyňata z pravomoci českého apelačního (odvolacího) soudu a byl zřízen samostatný apelační soud pro Moravu.
1758 Druhý rok sedmileté války a nový vpád pruského krále Fridricha II. na Moravu. Po neúspěšném obléhání Olomouce a prohrané bitvě u Domašova byli Prusové nuceni ustoupit.
1777	Olomoucké biskupství bylo povýšeno na arcibiskupství, čímž byla Morava církevně osamostatněna od Čech. Souběžně měla být zřízena biskupství brněnské a opavské, druhé jmenované však pro spory s Řádem německých rytířů nevzniklo.
1782 Josef II. (nástupce Marie Terezie) sloučil zbytek Slezska s Moravou s jednou zemskou vládou (guberniem), které sídlilo v Brně. Slezsko bylo moravskému apelačnímu soudu podřízeno o rok později. Ve stejném roce Josef přiznal s definitivní platností Brnu postavení hlavní město Moravy. Spor mezi Brnem a Olomoucí o toto postavení započal již v 16. století a vyhrotil se ve století 17. Blízkost císařské Vídně však hovořila pro Brno, kam byla přenesena většina státních úřadů. Olomouc si přesto nadále uchovávala titul hlavního města až do roku 1782. Pak již hospodářský rozvoj Brna spojený se vzestupem počtu jeho obyvatel učinil spor zbytečným.
1791 Leopold II. obnovil po josefínských reformách moravský zemský sněm a vrátil mu zákonodárnou moc, výkonná zůstala v rukou panovníka a jeho úřadů. Držba na Moravě byla podmíněna moravským občanstvím (inkolátem). S požadavkem samostatného uznání za panovníka na Moravě (mimo pražskou korunovaci) Leopold nesouhlasil, což se opakovalo i u jeho nástupce Františka.

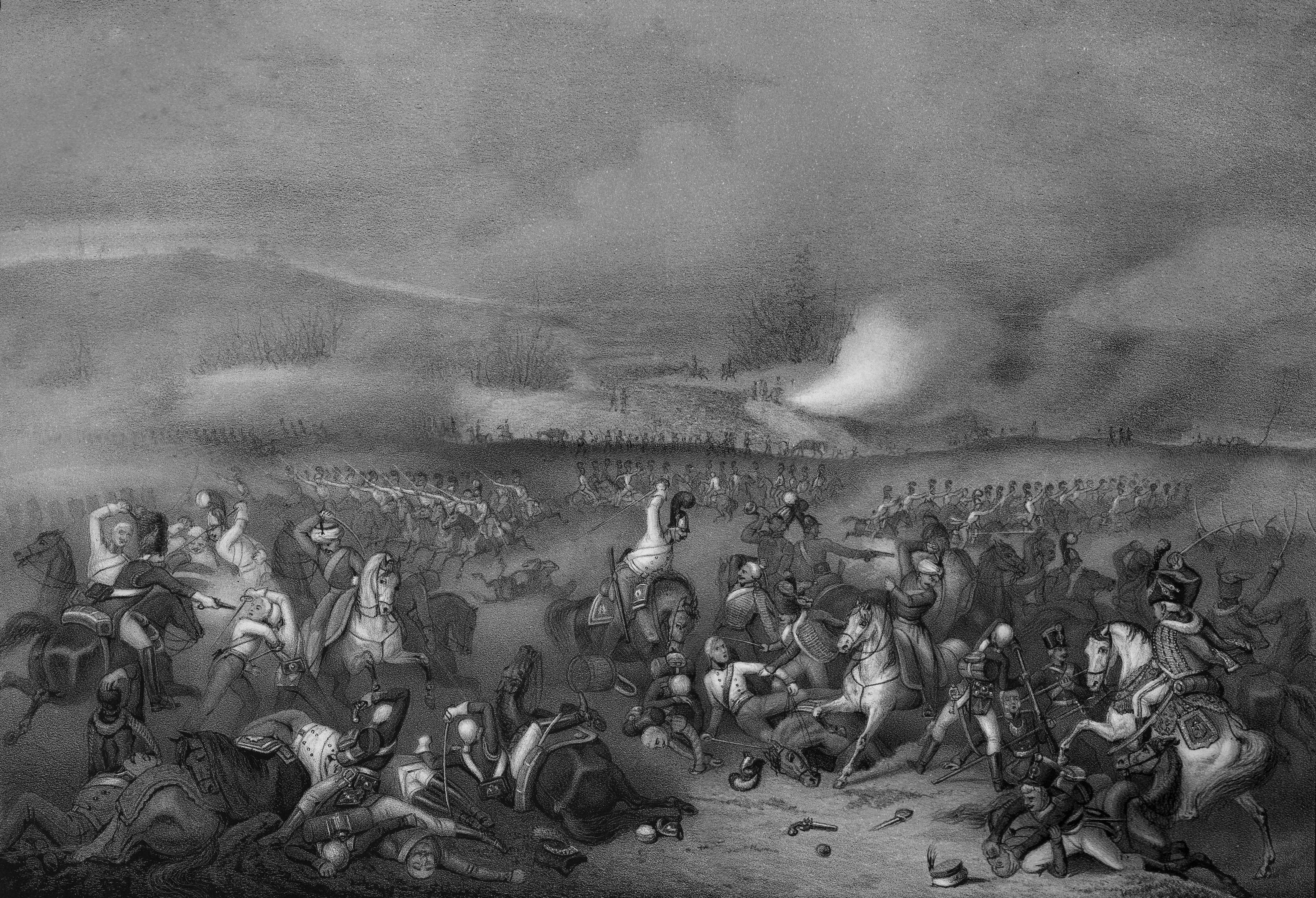
Bitva u Slavkova

1808	Na Moravě začalo být v souvislosti s probíhajícími napoleonskými válkami zřizováno zemské vojsko jako doplněk k vojsku říšskému; o vstup do něj však byl malý zájem.
1810	Na Moravě (v Doubravici nad Svitavou) vznikla první strojírenská továrna v rakouské monarchii (později přenesena do Blanska). Byl to zárodek pozdějšího vývoje, jímž se Morava (vedle Čech) stala průmyslovým jádrem monarchie; k tomu přispívalo i to, že patřila k zemím s největší hustotou zalidnění.
1817	Bylo založeno Moravské (Františkovo) zemské muzeum z iniciativy Moravsko-Slezské společnosti orby, věd přírodních a vlastivědy a zemského hejtmana A. M. Mitrovského. Spolu s opavským muzeem (založeno o tři roky před tím jako Gymnaziální muzeum) jde o jedno z nejstarších muzeí v rakouské říši.
1829	V Kostelním Vydří u Dačic byl založen první řepný cukrovar v západní části rakouské říše. Zde byl také poprvé na světě vyroben kostkový cukr.
1832 František Palacký v Časopisu Českého musea zveřejnil článek, v němž odmítl pokusy Františka Dobromysla Trnky a Vincence Pavla Žáka (a několika dalších) upravit spisovnou češtinu zavedením některých moravských hláskových a slovních prvků. Cílem těchto autorů mělo být přiblížit češtinu moravskému lidu a zároveň vytvořit spojovací můstek mezi jazykem Čech a Slovenska. Vytvořit samostatnou moravštinu se ovšem ve skutečnosti nikdo vážně nepokoušel.
1839	Moravským zemským archivářem byl jmenován Antonín Boček. Již před několika lety započal vydávat v listinné sbírce středověké moravské listiny. Ve snaze zvýšit starobylost a slávu moravských dějin však do sbírky umístil četná falza. Jde o jistou obdobu českých rukopisů (i když ty se snažily dokázat vyspělost staročeského umění).

## 1848–1918 Období občanské společnosti

Morava (9) v rámci rakousko-uherské monarchie

1848	Rok (též následující) revoluční vlny, která se prohnala Evropou. 11.3. se v uskutečnilo setkání pražské inteligence a měšťanů, které připravilo petici císaři (zároveň králi a markraběti) Ferdinandovi. V ní se žádalo spojení Čech, Moravy a Slezska v rámci obnovené České koruny. Petice vznikla bez vědomí Moravanů a na Moravě se proto nesetkala s kladným ohlasem. 19.3. olomoučtí Němci odmítli spojení Moravy s Čechami a naopak podpořili její připojení k právě probíhajícím debatám o sloučení německých států. Vídeňské úřady tento postoj podporovaly. 14.4. Moravský zemský sněm (díky iniciativě Aloise Pražáka) odmítl v dopise císaři sloučení s Čechami. 31.5. se v Brně sešel nový ústavodárný zemský sněm s téměř polovinou slovanských poslanců a značnou částí poslanců z venkova. Sněm měl Moravě vypracovat ústavu, která by jí zaručila samostatné postavení (v rámci monarchie) a moderní společenský řád. 9.8. bylo od země moravskoslezské[zdroj?] opět odloučeno Slezsko a stalo se samostatnou korunní zemí říše.
1849 23. ledna František Palacký vystoupil v říšském sněmu (zasedal v Kroměříži, protože ve Vídni byl neklid) s návrhem etnické federalizace říše, která by se skládala z osmi zemí, jednu z nich by tvořily Čechy s Moravou, Slezskem a Slovenskem. 4.3. Říšský sněm byl rozehnán, byla vydána ústava nařízená císařem. Podle ní bylo během roku na Moravě zřízeno Moravské místodržitelství jako orgán podřízený ministerstvu vnitra. Pravomoc země byla omezena tím, že ministerstvu vnitra byly přímo podřízeny též kraje. Zároveň bylo týmž ministerstvem potvrzeno, že moravským znakem je v modrém poli zlato-červeně kostkovaná orlice a zemským praporem žluto-červená bikolóra, jak se na tom usnesl zemský sněm v roce 1848.
1850 Z apelačního soudu vznikl Vrchní zemský soud v Brně, jako hlavní soud pro Moravu i rakouské Slezsko.
1852	Národní jednota moravská (vznikla roku 1849 pod názvem Národní jednota sv. Cyrila a Metoděje za účelem propagace češtiny) se přejmenovala na Matici moravskou a za cíl si stanovila podporovat šíření česky psané literatury na Moravě.
1860	Byla zrušena olomoucká univerzita; jen teologická fakulta zůstala zachována (s přerušením v polovině 20. století existuje dodnes). Obnovení české univerzity se stalo brzo jedním z nejdůležitějších bodů české politiky na Moravě. Byla zrušena slezská zemská vláda v Opavě a Slezsko bylo sloučeno s Moravou, následujícího roku však jeho samostatnost byla opět obnovena (trvala až do r. 1918).

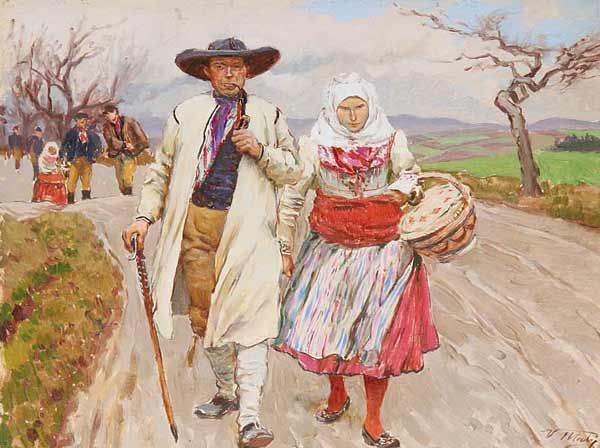
Jeden z moravských krojů

1861	Došlo k obnovení moravského zemského sněmu. Po prvních volbách do něj vystoupili slovanští (již se považovali za Čechy) poslanci pod vedením Aloise Pražáka s prohlášením, v němž uznávali spojení Moravy a Slezska s Čechami (což se lišilo od postoje r. 1848), zároveň však chtěli zachovat dosavadní samosprávu Moravy.
První a druhá třetina 19. století byla rozhodující pro národnostní uvědomění moravského obyvatelstva. Přelomovým byl rok 1848 – před ním bylo národní vědomí omezeno jen na malou část slovanských obyvatel Moravy a ti se zcela přirozeně považovali za Moravany odlišné od Čechů nebo mnohem častěji za Hanáky, Valachy apod. bez vědomí o Moravě jako celku. Politicky činní Moravané však během dvou revolučních roků 1848–9 většinou změnili své stanovisko k českému národu a stali se jeho zastánci a propagátory na Moravě. Proto se po roce 1848 již myšlenky na samostatný moravský národ neobjevují a všeobecné šíření národního vědomí do všech vrstev obyvatel Moravy v 60. letech (kdy se začínají slovanští obyvatelé Moravy běžně označovat za Čechy) tak mělo český ráz a moravské vědomí se postupně omezilo na zemské. Zastánci moravských národních názorů (pokud existovali) byli natolik slabí, že nebyli schopni je šířit ve společnosti (bylo to dáno německostí větších měst; ale všude v Evropě bylo národní hnutí slabé tam, kde bylo odkázáno na venkov). Definitivně se Morava stala českou v posledních dvou desetiletích, kdy národní myšlenky dorazily i do všeobecně zaostalých oblastí Slovácka a Valašska.
1862	1.2. byla (schválením stanov) založena první organizace Sokola na Moravě. V Čechách byl Sokol založen v Praze až 16.2. téhož roku (Jan Helcelet měl zprávy o přípravách vzniku pražské organizace), což ukazuje rychlost, s níž se již české národní myšlenky přenášely na Moravu.
1867	Čeští obyvatelé Moravy ve velkém počtu zdravili vlak, který vezl přes Moravu z Vídně do Prahy české korunovační klenoty. Ukazuje to na sílící ztotožnění slovanských obyvatel Moravy s českými národními hodnotami.
1868	Čeští poslanci moravského zemského sněmu vydali Deklaraci moravských poslanců, v níž se kladně vyjádřili k myšlence jednoty Koruny české, avšak se zachováním existence markrabství. V reakci na to se zemský sněm (v němž většinu tvořili němečtí poslanci) vyjádřil proti spojení Moravy s Čechami, totéž učinil i sněm ve Slezsku. V tom se zřetelně projevilo rozdělení Moravy na českou (orientace na spojení s Čechami) a německou (orientace na převahu Němců v Rakousku nebo spojení s Německem). Pro myšlenky na svébytnou, nečeskou Moravu již v tomto nebylo místo a nebyl čas, prostor a odhodlání vytvářet novou samostatnou národní kulturu, která do té doby neexistovala; přebrání kultury české a podíl na ní byly tehdy zřejmě jedinou možnou cestou zachování slovanského rázu Moravy.
1879	Čeští poslanci říšského parlamentu ve Vídni z Moravy se spojili s českými v jednotném Českém klubu.

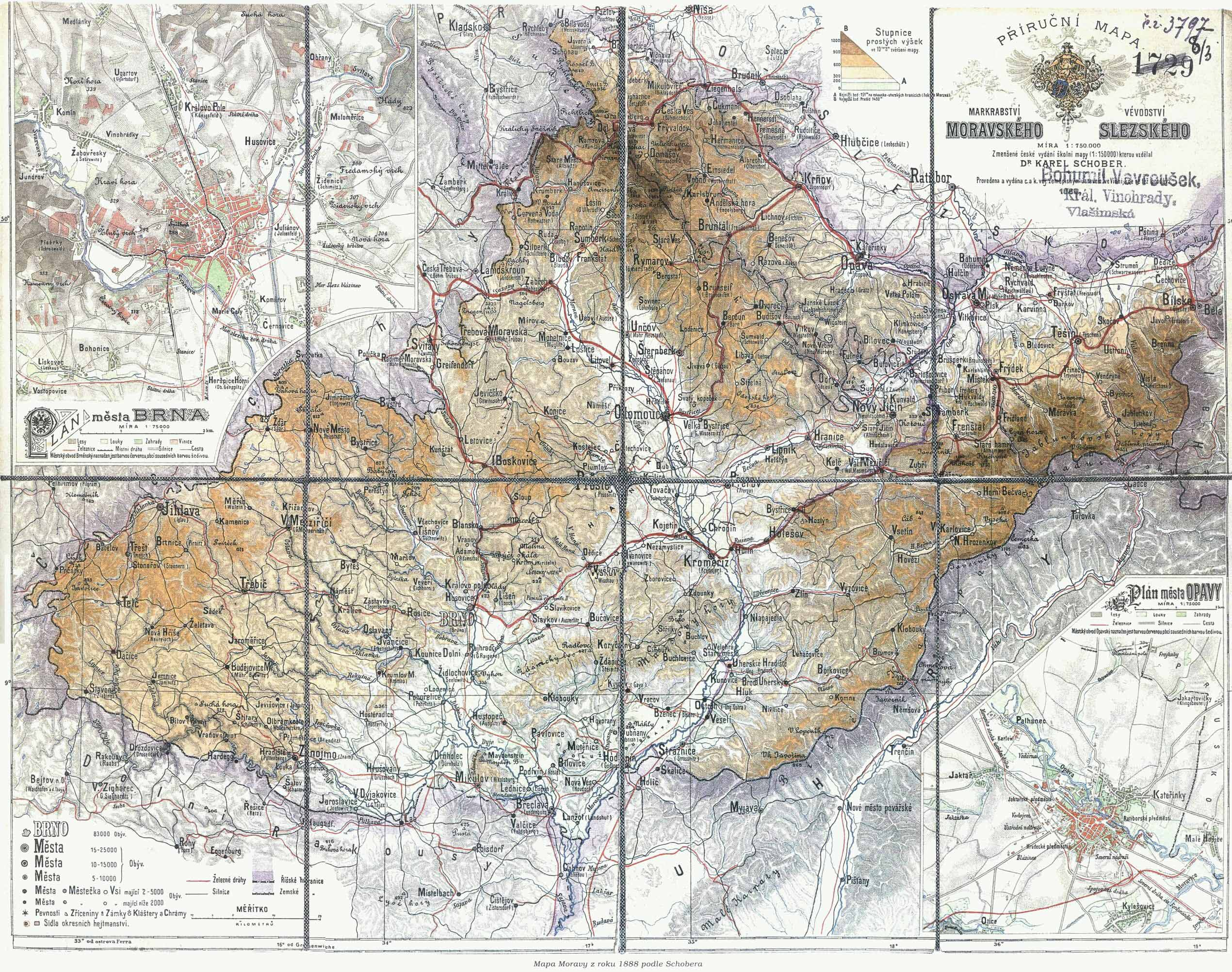
Schoberova mapa Moravy a Slezska (1888)

1891	V Olomouci byla založena lidová strana (s názvem Neodvislá strana lidu na Moravě), která měla zřetelnou českou orientaci a v dalších letech se stala velmi úspěšnou.
1905	V moravském zemském sněmu byl uzavřen tzv. moravský pakt, který měl nastolit česko-německý národnostní smír. V podstatě šlo o rozdělení Moravy podle národního principu. Změny se týkaly především voleb do zemského sněmu (Češi získali většinu, ale Němci měli víc poslanců, než byl jejich podíl na obyvatelstvu) a školství (děti měly navštěvovat takovou školu, jejímuž vyučovacímu jazyku rozuměly).
Před první světovou válkou bylo v pravomoci zemí (tedy i moravské a slezské): správa majetku a podniků ve vlastnictví země, organizace zemědělství, správa průmyslu a živností, veřejné bezpečnosti a vojenských záležitostí v zemi, péče o kulturu a školství, veřejné stavby a dopravu a vybírání zemských daní.
1914 28. února – zakončení posledního zasedání moravského zemského sněmu.
V souvislosti s vyhlášením války Rakouska byla pozastavena činnost zemských sněmů v říši, i moravského a slezského.
1916	Sdružením českých poslanců v říšské radě (za Čechy i Moravu) vznikl Český svaz; spolu s ním vznikl Národní výbor jakožto nejvyšší zástupce českého národa v Čechách a na Moravě, i v něm se účastnili politici z Moravy. Oba orgány vznikly za účelem soustředit politickou moc českého národa před předpokládanou přestavbou říše po nástupu nového císaře Karla. Samostatný politický postup Moravy se tu neobjevuje.
1918	13.4. se v Praze konala „národní přísaha“ (vyhlášeno odhodlání vytvořit československý stát), které se zúčastnila delegace politiků z Moravy a souhlas s ní vyjádřilo i několik moravských měst, o něco později i shromáždění zástupců moravských politických stran. 29.9. změnily katolické strany na Moravě své stanovisko k Rakousku a vydaly prohlášení, v němž bylo kromě jiného uvedeno: „i my jdeme s celým národem za jedním cílem, jímž je náš samostatný československý stát.“ Tento postoj ukazuje, že i když moravští katolíci v minulosti neviděli rádi připojování k převážně husitským Čechám, nijak to nebylo motivováno národnostním hlediskem. 25.10. moravští členové pražského národního výboru vytvořili v Brně moravský Národní výbor, který se považoval za centrální orgán českého národa na Moravě.

## Morava v letech 1918–1948

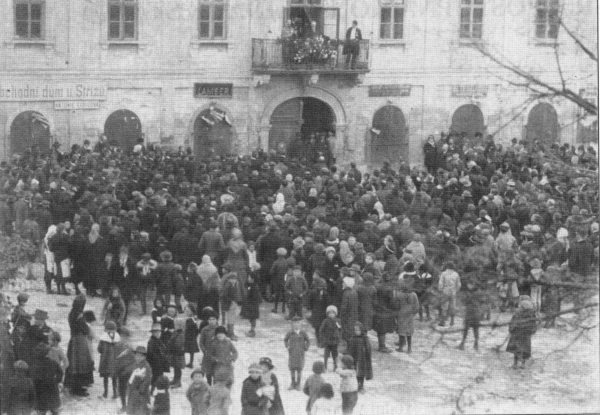
Spontánní manifestace ke vzniku republiky 29. října 1918 v Bučovicích

1918 28. 10. na Moravu přicházely zprávy o pražském převratu a vyhlášení československého státu, nevěřilo se jim však a tak se nic na Moravě nedělo. 29. 10. česky psané noviny uveřejnily zprávu o událostech v Čechách, ve většině obcí pak místní národní výbory přebíraly moc do svých rukou. Národní výbor v Brně převzal moc od místodržitele Karla Heinolda, který na jeho nátlak odstoupil, místodržitelskou pravomoc získala národním výborem jmenovaná správní komise. Během následujících dnů přešly do rukou Moravského zemského výboru všechny státní úřady na Moravě. Mezi obyvatelstvem Moravy se vznik samostatného českého státu setkal s nadšením, lidé se hojně zdobili českou bikolórou, vedle ní se však na domech objevovala i červeno-zlatá bikolóra moravská. 30. 10. vyhlásili ve Vídni němečtí poslanci z Moravy a Slezska odtržení Němci osídlených oblastí na severu a jejich připojení k Rakousku jako provincie Sudetenland s centrem v Opavě. Český národní výbor poslal do Opavy vojenské oddíly, před nimiž (v prosinci) provinční vláda uprchla, moc převzal pražským národním výborem jmenovaný zemský prezident Jan Šrámek, který stanovil správní komisi. 3.11. vyhlásili Němci na jižní Moravě provincii Deutschsüdmähren (Německá jižní Morava) a její připojení k Rakousku, akce byla vojensky zlikvidována. Dne 8. 12. (s účinností od 14. 12.) bylo vyhlášeno zrušení národních výborů (ve Slezsku k němu došlo až 27. 12.), jejich zákonodárné pravomoci přešly na Národní shromáždění (prozatímní československý parlament), výkonné pravomoci převzala vláda. Během vzniku Československa moravská a slezská země fakticky zanikly, jejich včlenění do československého státu se však událo s podporou moravského a slezského obyvatelstva.
1919 28. 1. byla zákonem zřízena univerzita v Brně (Masarykova). Po zániku olomoucké univerzity se tak na Moravě opět obnovila univerzita. 10. září vítězné státy dohody a poražené Rakousko uzavřely saintgermainskou smlouvu, podle níž Československu mimo jiné připadlo město Valtice a čtyři okolní vesnice.

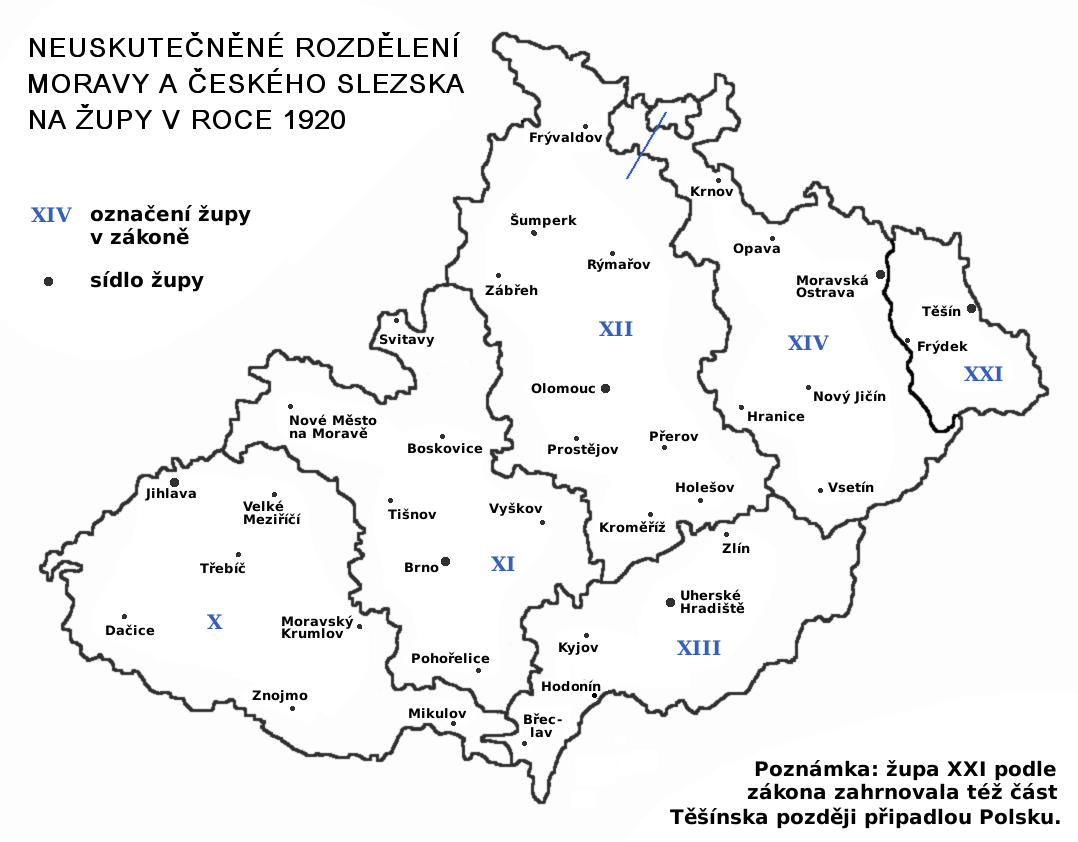
Neuskutečněné župní rozdělení Moravy a Českého Slezska z roku 1920

1920 29. 2. schválena československým parlamentem nová ústava, podle níž mělo být Československo rozděleno na župy, které se dále měly dělit na okresy. Československo tak mělo být unitárním státem bez rozdělení na autonomní celky a země měly být úplně zrušeny. Proti župnímu zřízení vystupovaly zejména socialistické strany, německé obyvatelstvo, čeští nacionalisté (některé župy by byly převážně německé) a samotné úřednictvo, takže se župy nakonec neustanovily; záměr rozdělit stát na župy pojalo ministerstvo vnitra již na počátku roku 1919 a vytrvalo při něm i přes hlasy z Moravy, že by se jednotná Morava měla zachovat. Snahy uchovat zemské zřízení byly dokonce občas označovány za příšeru separatismu. Podle zákona přijatého s novou ústavou měly být na Moravě a ve Slezsku župy Jihlavská, Brněnská, Olomoucká, Hradišťská, Ostravská a Těšínská. Nová ústava také stanovila barvy republiky – červenou, modrou a bílou; státní znak republiky stanovil zvláštní zákon, ve velkém a středním znaku republiky byla Morava reprezentována stříbrno-červeně kostkovanou orlicí – tyto barvy byly zvoleny, protože odpovídaly barvám republiky a údajně vyjadřovaly slovanskost Moravy, zatímco zlaté (žluté) kostkování orlice bylo mylně považováno za symbol němectví (Fridrichovo polepšení z roku 1462 však s národností nic společného nemělo, navíc na trojí žádost moravského zemského sněmu v průběhu 19. století o opravu stříbrno-červeného kostkování moravské orlice ve velkém znaku říše odpovědělo ministerstvo vnitra vždy kladně, ale nápravu nezjednalo). Současně se schválením vlajky republiky byly zakázány vlajky zemské[zdroj?].
1925 1. ledna byla podle vládního nařízení č. 315/1924 Sb. z. a n. ze 23. prosince 1924 do té doby moravská osada Nedvězíčko začleněna do země České, v jejímž rámci se stala součástí obce Nedvězí, náležející do politického okresu Polička.
1927 Schválen zákon č. 125/1927 Sb. z. a n., „o organisaci politické správy“, který stanovil členění Československa na 4 země (v Čechách se proti němu zvedl odpor, požadující uskutečnění žup).

Správní uspořádání Československa po roce 1928

1928 1. prosince vstoupil v Čechách, na Moravě a ve Slezsku v platnost výše zmíněný zákon č. 125/1927 Sb. z. a n., „o organisaci politické správy“. Sloučením země Moravské a země Slezské vznikla země Moravskoslezská. Důvodem sloučení obou zemí byla mimo jiné obava, aby slezští Němci, kteří ve Slezsku převažovali, nezískali příliš velký politický vliv. V čele země stál zemský prezident jmenovaný prezidentem republiky a podřízený ministru vnitra. Zemské zastupitelstvo bylo volené ze dvou třetin, třetinu jmenovala vláda. V pravomoci zemí bylo řízení policie a četnictva v zemi, země dohlížely na okresní úřady a pečovaly o hospodářské, sociální, dopravní, kulturní a zdravotní záležitosti, pokud přesahovaly působnost obcí nebo okresů. Zřízením zemí však zůstalo Československo nadále unitárním státem, pravomoci zemí spočívaly spíš ve výkonu státní moci na jejich území, samospráva zemí byla oproti stavu v Rakousku velmi malá, prvotním smyslem zemí ani nebylo zachování jejich identity. Česky mluvící část obyvatel Moravy se však v té době považovala za Čechy (případně Čechoslováky) a i tato velmi malá samospráva jí dostačovala.
1935 1. října vznikl podle vládního nařízení č. 104/1935 Sb. z. a n., „kterým se v zemích České a Moravskoslezské provádějí změny obvodů některých okresních úřadů“ nový politický okres Zlín
1938 (8. – 9. října) Na základě mnichovské smlouvy byla Německem a Polskem obsazena téměř třetina území země Moravskoslezské, počet obyvatel klesl o jeden milion (na 2,5 milionu).

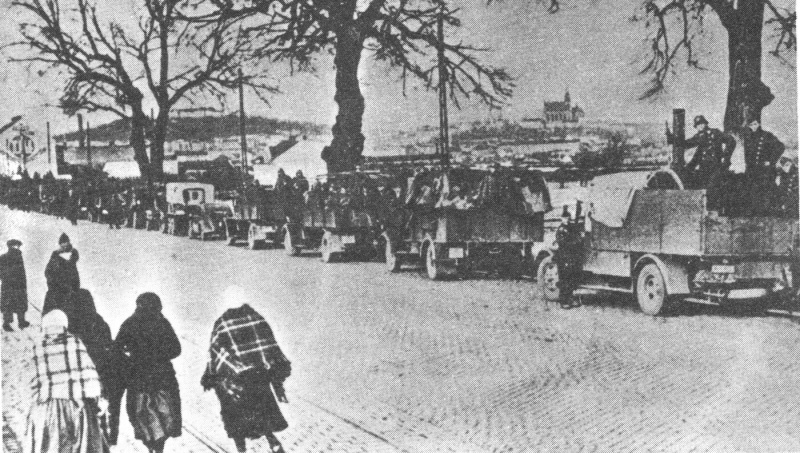
Německé vojenské kolony před Brnem 15. 3. 1939

1939 13. ledna československá vláda rozpustila zemská zastupitelstva, jejich pravomoci převzali zemští prezidenti.
1939 14. března začala okupace zbytku Moravy německými vojsky.
1939 15. března se na Slovácku utvořila skupina s názvem Národopisná Morava, která usilovala o připojení Slovácka ke Slovensku. U obyvatel Slovácka se plány skupiny nesetkaly s porozuměním.
1939 16. března byl zbytek země Moravskoslezské začleněn do Protektorátu Čechy a Morava. Zůstalo zachováno rozdělení na země. Marginální fašistické politické uskupení Moravská nacionální sociální strana, působící na Brněnsku a Tišnovsku, prohlašovalo Moravskoslezskou zemi za autonomní součást Velkoněmecké říše a požadovalo zavedení moravské národnosti namísto české.
1939 11. dubna byla započata výstavba nikdy nedokončené německé exteritoriální dálnice Vídeň – Vratislav.
1940 1. listopadu vstoupilo v platnost vládní nařízení č. 388/1940 „o některých změnách obvodů zemských úřadů v Praze a v Brně“, jímž byla hranice země Moravskoslezské posunuta směrem do Čech. Jednalo se o okolí Jihlavy, Polné, Přibyslavi, Štoků a Jindřichova Hradce. Současně s tímto vládním nařízením vstoupilo v platnost i související vládní nařízení ze dne 26. září 1940, č. 389 Sb., „kterým se upravují obvody a sídla některých okresních úřadů“, jímž se měnilo vymezení několika politických okresů, přičemž se jiné rušily. Důvodem pro výše zmíněné změny zemské hranice byl především tlak obyvatelstva německého ostrůvku na Jihlavsku.
1942 30. dubna došlo k zastavení prací na rozestavěné německé exteritoriální dálnici Vídeň – Vratislav.
1945 – v dubnu a počátkem května osvobodila Rudá armáda území Moravy. 26. dubna 1945 bylo osvobozeno Brno. Během tohoto období vypukala na Moravě povstání proti německým okupantům.
1945 12. 5. byl v Brně ustaven Moravskoslezský zemský národní výbor, který v následujících letech energicky hájil samosprávu země proti centralistickým krokům pražských ministerstev. Země Moravskoslezská byla obnovena v původním rozsahu. Jednání moravskoslezského ZNV vedlo již koncem roku 1945 ke zdůrazňování svébytnosti Moravanů (ovšem v rámci českého národa), což se od vzniku Československa objevilo poprvé (poprvé se také od roku 1918 na veřejnosti objevila zemská vlajka). 16. května byla československou vládou zřízena expozitura tohoto výboru pro Slezsko a severní část Moravy (tzv. Slezská expozitura země Moravskoslezské). Samovolně se vytvořila i Slezská národní rada, jejich požadavek na samosprávu Slezska vláda zamítla. 13. 6. došlo mezi Československem a Polskem k územnímu sporu o Ratibořsko, situace se vyhrotila také na Těšínsku; nakonec k územním změnám nedošlo.
1946 (20. 2.) Zákonem byla obnovena (po 86 letech) univerzita v Olomouci. 12. 6. se sešel obnovený Zemský národní výbor, nejvíc zástupců v něm na základě voleb měli komunisté, kteří obsadili i úřad předsedy národního výboru, většinu pak měli ve slezské expozituře, pročež nejprve žádali vytvoření samostatné země slezské a když neuspěli, začali hlásat nutnost zemské zřízení odstranit.
1948 21. 12. Byl přijat zákon o krajském zřízení (s platností od 24. prosince 1948), který znamenal k 31. prosinci 1948 zrušení Moravskoslezské země a její slezské expozitury. Morava a Slezsko byly od 24. prosince 1948 rozděleny mezi kraje (Jihlavský, Brněnský, Olomoucký, Gottwaldovský, Ostravský, částečně též Českobudějovický a Pardubický, přičemž Jihlavský výrazně zasahoval do bývalé země české. Samospráva krajů [zdroj?] byla teoretická, fakticky byly kraje podřízeny pražským ministerstvům.

## Morava po roce 1948
1956 4. července 1956 vznikla nejstarší moravská chráněná krajinná oblast Moravský kras. Později byla na Moravě vyhlášená další velkoplošná chráněná území.
1960 Zákonem byly dosavadní menší kraje nahrazeny většími kraji – území Moravy bylo nyní rozděleno mezi kraje Jihomoravský (zahrnul i okrajové části východních Čech), Severomoravský (zahrnul i celé území Českého Slezska), menší avšak nezanedbatelně velké části se staly součástí krajů Jihočeského a Východočeského.
1963 K 1100. výročí příchodu Konstantina a Metoděje byla uspořádána výstava Velká Morava, Archeologické výzkumy velkomoravských nalezišť byly podporovány vládou, aby se ukázala vyspělost „prvního společného státu Čechů a Slováků“. 
1968 16.–17. dubna zasedání poslanců Jihomoravského kraje v souvislosti s připravovanou federalizací Československa navrhlo, aby jednou z částí federace byla i země Moravskoslezská (návrh na trojfederaci). 
1968 20. května několik set vědeckých, kulturních a hospodářských pracovníků v Brně založilo Společnost pro Moravu a Slezsko (předsedou se stal Boleslav Bárta), která brzy získala přes 100 000 členů a která měla pomoci uskutečnit státoprávní změny ve prospěch obnovení Moravy, požadovala dokonce celomoravské referendum.
1968 4. června zástupci obou moravských krajů jednali o trojdílné federaci v Praze s komisí pro státoprávní uspořádání, která jejich návrhy odmítla, stejně učinil později (16. července 1968) parlament.
1968 28. října byla vyhlášena federalizace Československa na národnostním principu se dvěma republikami – Českou socialistickou republikou a Slovenskou socialistickou republikou, vzniklými k 1. lednu 1969. Morava se stala součástí České socialistické republiky. 
1980 Papež Jan Pavel II. při příležitosti poutě na Velehrad prohlásil Cyrila a Metoděje spolupatrony Evropy (vedle sv. Benedikta).
1988 V brněnské verzi samizdatového časopisu Střední Evropa se začaly objevovat články a z nich vzniklá diskuze o Moravě a jejím postavení. Zde se také poprvé objevily postoje moravsky národní, nikoli již jen oblastní (zemské).
1989 V prosinci vzniklo Moravské občanské hnutí (předsedou se stal Miroslav Richter), s vedením Občanského fóra jednalo ohledně obnovení Moravskoslezské země, bylo však odmítnuto. Souběžně vytvořil Boleslav Bárta Hnutí za samosprávnou demokracii – Společnost pro Moravu a Slezsko. V této době se také názor, že Moravané jsou (nebo mají být) jiným národem než Češi, rozšířil mezi velkou částí moravského obyvatelstva (počátkem roku 1990 uskutečnil Etnografický ústav Filozofické fakulty Masarykovy univerzity na území bývalé Moravskoslezské země průzkum, v němž se 88 % dotázaných označilo za Moravany, 3 % za Čechy a 8 % za Slezany) – byl to však pro mnohé nejen v Čechách, ale i na Moravě překvapivý a odmítaný názor a zvlášť v Čechách byl posuzován jako projev extremismu.
1990 20. 1. byla vyhlášena Charta pro Moravu a Slezsko požadující obnovení jednotné Moravy (v jakékoli podobě) včetně území ve Východočeském a Jihočeském kraji. 1.4. Společnost pro Moravu a Slezsko vydala deklaraci požadující obnovení Moravskoslezské země. Zároveň vznikla politická strana Hnutí za samosprávnou demokracii – Společnost pro Moravu a Slezsko. Později vznikla ještě Moravská národní strana. 9. 5. československý (a po něm i český) parlament označil zrušení Moravskoslezské země za nespravedlivé. Praktické kroky z těchto prohlášení však nikdy nebyly vyvozeny. Po prvních volbách do československého a českého parlamentu po svržení komunistické vlády 9. 6. získaly moravské strany asi 10 % poslaneckých míst. Brzy vypracovali poslanci Bártova hnutí návrh na přetvoření Československa ve spolkový stát, návrh však byl zamítnut. Obnovení Moravskoslezské země mělo podporu i v obou krajských národních výborech, které se dohodly na sloučení (zákon takový postup připouštěl), to se však pro odmítavý postoj předsedy jihomoravského výboru Zdeňka Přikryla nakonec neuskutečnilo. 28. 10. se ve Slavkově (u Brna) sešli československý prezident Václav Havel a premiéři československé, české a slovenské vlády na jednání o budoucím státoprávním uspořádání. Zástupci moravských požadavků (hromadně demonstrujících před zámkem) nebyli vůbec na jednání připuštěni (to se opakovalo i u dalších jednání).

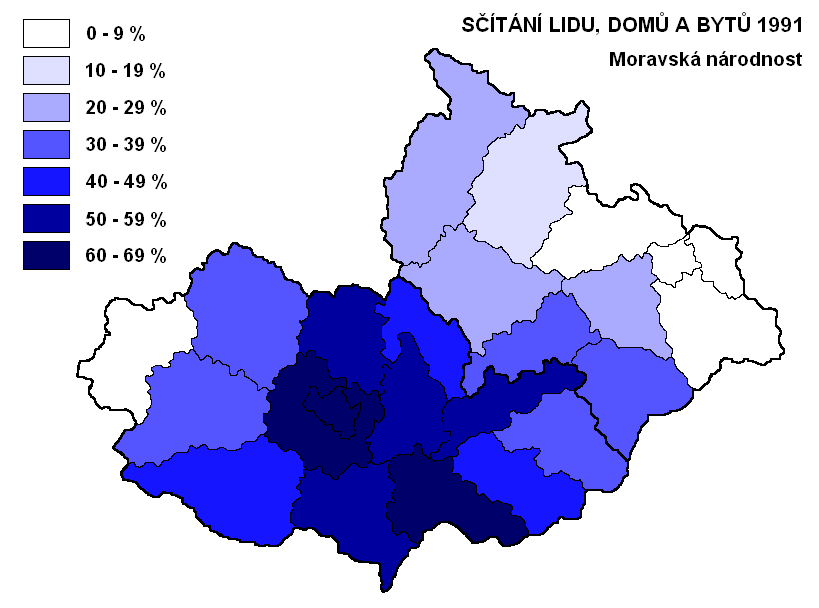
Moravská národnost v Jihomoravském a Severomoravském kraji v roce 1991

1991 2.–3. 3. se uskutečnilo sčítání lidu, v němž respondenti poprvé od sčítání lidu na území českých zemí uvedli jako svou národnost i národnost moravskou, ke které se přihlásilo přes 1 350 000 lidí. Dříve jednotná česká národnost se tak rozložila na českou, moravskou a slezskou. 11. 2. byla v Brně sepsána moravskoslezská ústava.
1991 1. července byl vyhlášen vůbec první moravský národní park Podyjí.
1992 V dubnu poslanecký klub HSM-SMS podal v českém parlamentu návrh na spolkové státní uspořádání České republiky, návrh však byl zamítnut. Po květnových volbách se do federálního parlamentu moravské strany nedostaly, do českého parlamentu se dostalo jen HSM-SMS. Podpora obou stran ze strany občanů v té době setrvale klesala, rovněž euforie ze samého počátku 90. let ohledně obnovení Moravy již byla v úpadku. 15. 9. byl založen Moravský národní kongres, který vyhlásil moravskou státnost a hodlal se stát iniciátorem vzestupu moravského národního uvědomění; jeho předpoklady se však nenaplnily a organizace zůstala společensky málo významná.
1993 16. 3. jmenoval Moravskoslezský zemský sněm (vznikl v prosinci 1992 jako sdružení 24 moravských opozičních poslanců českého parlamentu) v Brně moravskoslezskou vládu. V listopadu se uskutečnil rozsáhlý průzkum mínění obyvatel na území bývalé Moravskoslezské země, podle nějž bylo pro obnovení Moravskoslezské nebo Moravské a Slezské země 67 % dotázaných.
1996 31. května – 1. června ve volbách do Poslanecké sněmovny Parlamentu České republiky nepřekročila žádná z moravských stran hranici 5 % a poprvé tak jejich zástupci nezasedli v Poslanecké snemovně.
1997 25. července na základě dohody mezi Českou republikou a Slovenskem došlo ke změnám společné státní hranice, čímž se některé moravské pozemky ocitly na Slovensku výměnou za jiné slovenské o stejné celkové výměře. Nejnápadnější změnou bylo předání osady U Sabotů Slovensku výměnou za dosud slovenskou část osady Sidonie. Další významnou změnou bylo narovnání státní hranice na dolním toku řeky Moravy, takže již neosciluje, ale prochází středem regulovaného toku Moravy.
1997 3. prosince Parlament České republiky definitivně zavrhl možnost ustavení zemského uspořádání (ústava je připouštěla) a přijal ústavní zákon o vzniku krajů. Byly ustaveny kraje se stejnými sídly a tím ve stejném počtu a rovněž v podobných hranicích jako v roce 1948, přičemž území krajů bylo vymezeno stávajícími okresy. Nově uzákoněné kraje byly vybaveny malými pravomocemi, finančně byly velice závislé na státu, o úrovni jejich samosprávy svědčilo i to, že byl z ústavy vyškrtnut článek, který jim umožňoval stanovovat si vlastní jména. Podle zákona bylo území Moravy rozděleno mezi kraje Brněnský, Budějovický, Jihlavský, Olomoucký, Ostravský, Pardubický a Zlínský.
2000 1. ledna začaly existovat kraje uzákoněné roku 1997.
2000 12. prosince konaly se první volby do nově vzniklých zastupitelstev krajů.

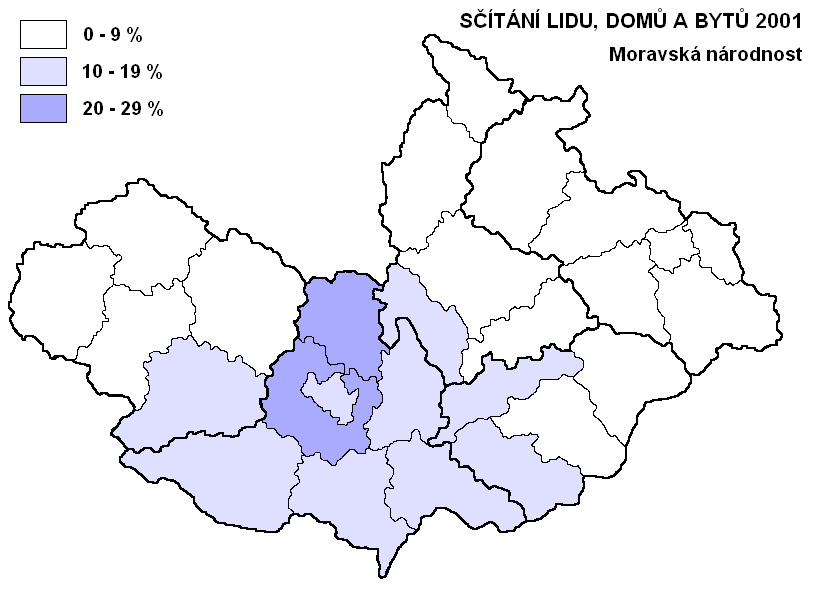
Moravská národnost v krajích ležících z větší části na Moravě v roce 2001

2001 1. března konalo se první sčítání lidu v historii nezávislé České republiky, v němž se k moravské národnosti přihlásilo jen asi přes 350 000 lidí. To již bylo jen potvrzení silného úpadku moravského hnutí, které mělo ještě v roce 1990 překvapivou sílu. Od té doby vypadá moravské hnutí navenek téměř mrtvé a v České republice nehraje ve veřejném životě významnou roli.
2001 31. května došlo ke změnám názvů Brněnského, Budějovického, Jihlavského a Ostravského kraje. Brněnský byl přejmenován na Jihomoravský, Budějovický na Jihočeský (čímž byla opět popřena moravská příslušnost Dačicka), Jihlavský na Vysočinu, Ostravský na Moravskoslezský.
2003 Jihomoravský kraj si do svého znaku vedle původní podoby moravského znaku dal též jeho podobu po polepšení z roku 1462. 
2005 17. 12. vznikla sloučením HSMS-MNS a MDS strana Moravané, čímž má moravské hnutí poprvé od roku 1989 jednotné politické zastoupení. Programovým cílem strany Moravané je obnovení zákonodárného moravského parlamentu a moravské vlády (na území Moravské katolické provincie, tj. včetně Českého Slezska) na základě práva moravského národa na sebeurčení. Protože je existence zvláštní moravské národnosti podle strany Moravané předpokladem k vytvoření samosprávné Moravy,[zdroj⁠?!] strana Moravané úspěšně požadovala, aby v nacházejícím sčítání lidu v roce 2011 byla moravská národnost výslovně uvedena na sčítacích arších.
2011 Při sčítání lidu se k moravské národnosti přihlásilo něco přes 630.000 občanů ČR, přičemž na Moravě žijí přibližně 4,2 miliony lidí.
2012 Okolo 400 moravských obcí vyvěsilo na cyrilometodějský svátek moravskou vlajku. V následujících letech začaly některé obce a města vyvěšovat moravské vlajky o všech státních svátcích.

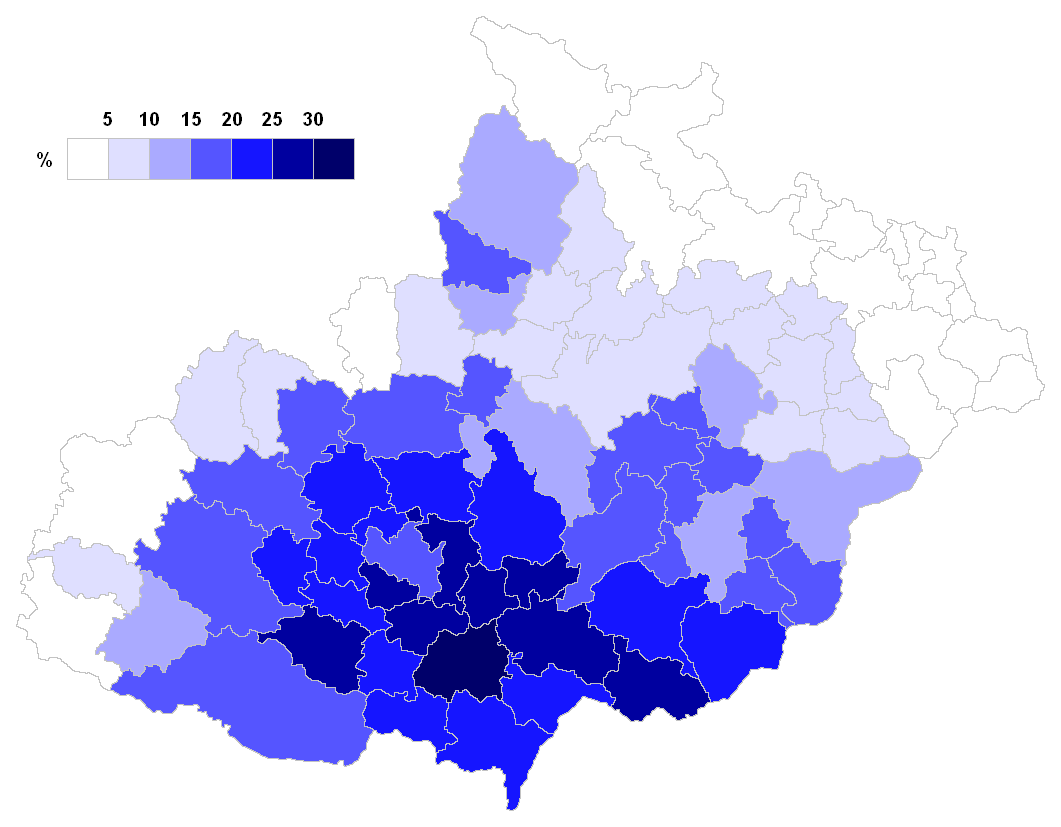
Moravská národnost v roce 2011

2018 9. 4. vzniklo na základě petice občanů Moravské zemské hnutí.